# Championnat du monde de hockey sur glace 2014
Navigation
Suède et Finlande 2013 République tchèque 2015
Le 78e championnat du monde de hockey sur glace s'est disputé en Biélorussie du 9 mai au 25 mai 2014 dans la ville de Minsk.

## Élite

### Patinoires
| Minsk-Arena Capacité : 15 086 | Tchyjowka-Arena Capacité : 9 614 |
|                               |                                  |
| Minsk                         | Minsk                            |

### Tour préliminaire
Le groupe principal regroupe seize équipes, réparties en deux groupes de huit (de A à B). Le dernier de chaque groupe est relégué en Division 1A pour l'édition 2015. Les quatre premiers de chaque poule sont qualifiés pour les quarts de finale.

Les équipes sont (entre parenthèses le classement IIHF) :
| Groupe A - Suède (1) - Tchéquie (4) - Canada (5) - Slovaquie (8) - Norvège (9) - Danemark (12) - France (13) - Italie (18) | Groupe B - Finlande (2) - Russie (3) - États-Unis (6) - Suisse (7) - Allemagne (10) - Lettonie (11) - Biélorussie (14) - Kazakhstan (16) |

#### Groupe A

##### Matchs
| 9 mai 2014 | France | 3-2 (TB) (1-1, 0-0, 1-1, 0-0, 1-0) | Canada | Tchyjowka-Arena 6 780 spectateurs |

| Feuille de match | Feuille de match | Feuille de match    | Feuille de match                                                                                  | Feuille de match                                                         |
| ---------------- | --- | ------------------- | ------------------------------------------------------------------------------------------------- | ------------------------------------------------------------------------ |
|                  | S. Da Costa (Y. Auvitu, P.-É. Bellemare) — 17 min 3 s (SN) S. Da Costa (A. Roussel, D. Fleury) — 52 min 35 s (SN) Bellemare — 65 min (TB) | 1-0 1-1 1-2 2-2 3-2 | B. Schenn (C. Hodgson, J. Garrison) — 19 min 44 s (SN) E. Gudbranson (N. MacKinnon) — 50 min 42 s | Arbitrage : Keith Kaval et Steve Patafie Nicolas Fluri et Andre Schrader |
| Cristobal Huet   | Gardiens | James Reimer        |                                                                                                   | Arbitrage : Keith Kaval et Steve Patafie Nicolas Fluri et Andre Schrader |
| 8 min            | Pénalités | 12 min              |                                                                                                   | Arbitrage : Keith Kaval et Steve Patafie Nicolas Fluri et Andre Schrader |
| 29               | Tirs | 36                  |                                                                                                   | Arbitrage : Keith Kaval et Steve Patafie Nicolas Fluri et Andre Schrader |

| 9 mai 2014 | Slovaquie | 2-3 (pr) (0-1, 2-0, 0-1, 0-1) | Tchéquie | Tchyjowka-Arena 6 920 spectateurs |

| Feuille de match | Feuille de match                                                                    | Feuille de match    | Feuille de match | Feuille de match                                                                         |
| ---------------- | ----------------------------------------------------------------------------------- | ------------------- | --- | ---------------------------------------------------------------------------------------- |
|                  | M. Miklík (T. Tatar) — 25 min 17 s M. Viedensky (M. Miklík, M. Réway) — 35 min 45 s | 0-1 1-1 2-1 2-2 2-3 | O. Němec (J. Hudler, R. Červenka) — 6 min 24 s (SN) J. Jágr (O. Němec, T. Hertl) — 57 min 53 s J. Klepiš (O. Vitásek, M. Ševc) — 61 min 50 s | Arbitrage : Viatcheslav Boulanov et Daniel Piechaczek Ivan Dedioulia et Stanislav Raming |
| Ján Laco         | Gardiens                                                                            | Alexander Salák     | | Arbitrage : Viatcheslav Boulanov et Daniel Piechaczek Ivan Dedioulia et Stanislav Raming |
| 10 min           | Pénalités                                                                           | 10 min              | | Arbitrage : Viatcheslav Boulanov et Daniel Piechaczek Ivan Dedioulia et Stanislav Raming |
| 16               | Tirs                                                                                | 33                  | | Arbitrage : Viatcheslav Boulanov et Daniel Piechaczek Ivan Dedioulia et Stanislav Raming |

| 10 mai 2014 | Italie | 0-3 (0-1, 0-1, 0-1) | Norvège | Tchyjowka-Arena 4 200 spectateurs |

| Feuille de match  | Feuille de match | Feuille de match | Feuille de match | Feuille de match                                                            |
| ----------------- | ---------------- | ---------------- | --- | --------------------------------------------------------------------------- |
|                   |                  | 0-1 0-2 0-3      | N. Roest (A. Stene) — 5 min 42 s M. Ask (S. Olden, P.-Å. Skrøder) — 31 min 19 s A. Bastiansen (M. Olimb) — 53 min 29 s | Arbitrage : Martin Fraňo et Marcus Vinnerborg Paul Carnathan et Justin Hull |
| Daniel Bellissimo | Gardiens         | Lars Haugen      | | Arbitrage : Martin Fraňo et Marcus Vinnerborg Paul Carnathan et Justin Hull |
| 4 min             | Pénalités        | 6 min            | | Arbitrage : Martin Fraňo et Marcus Vinnerborg Paul Carnathan et Justin Hull |
| 15                | Tirs             | 27               | | Arbitrage : Martin Fraňo et Marcus Vinnerborg Paul Carnathan et Justin Hull |

| 10 mai 2014 | Suède | 3-0 (2-0, 0-0, 1-0) | Danemark | Tchyjowka-Arena 4 900 spectateurs |

| Feuille de match | Feuille de match                                                                                                   | Feuille de match  | Feuille de match | Feuille de match                                                                |
| ---------------- | --- | ----------------- | ---------------- | ------------------------------------------------------------------------------- |
|                  | M. Backlund (M. Ekholm) — 11 min 41 s M. Backlund (T. Erixon, J. Lindström) — 19 min 23 s G. Nyquist — 48 min 13 s | 1-0 2-0 3-0       |                  | Arbitrage : Daniel Piechaczek et Maksim Sidorenko Vit Lederer et Anton Semjonov |
| Anders Nilsson   | Gardiens | Patrick Galbraith |                  | Arbitrage : Daniel Piechaczek et Maksim Sidorenko Vit Lederer et Anton Semjonov |
| 6 min            | Pénalités | 6 min             |                  | Arbitrage : Daniel Piechaczek et Maksim Sidorenko Vit Lederer et Anton Semjonov |
| 34               | Tirs | 21                |                  | Arbitrage : Daniel Piechaczek et Maksim Sidorenko Vit Lederer et Anton Semjonov |

| 10 mai 2014 | Canada | 4-1 (0-0, 1-1, 3-0) | Slovaquie | Tchyjowka-Arena 6 200 spectateurs |

| Feuille de match | Feuille de match | Feuille de match    | Feuille de match                          | Feuille de match                                                               |
| ---------------- | --- | ------------------- | ----------------------------------------- | ------------------------------------------------------------------------------ |
|                  | J. Ward (J. Garrison) — 37 min 21 s C. Hodgson (J. Garrison, N. Kadri) — 47 min 7 s K. Bieksa (K. Turris) — 57 min 56 s J. Ward (A. Burrows, T. Myers) — 58 min 49 s | 0-1 1-1 2-1 3-1 4-1 | K. Sloboda (M. Miklík) — 32 min 24 s (SN) | Arbitrage : Mikael Nord et Konstantin Olenine Masi Puolakka et Sakari Suominen |
| Ben Scrivens     | Gardiens | Ján Laco            |                                           | Arbitrage : Mikael Nord et Konstantin Olenine Masi Puolakka et Sakari Suominen |
| 8 min            | Pénalités | 10 min              |                                           | Arbitrage : Mikael Nord et Konstantin Olenine Masi Puolakka et Sakari Suominen |
| 28               | Tirs | 24                  |                                           | Arbitrage : Mikael Nord et Konstantin Olenine Masi Puolakka et Sakari Suominen |

| 11 mai 2014 | France | 1-2 (1-1, 0-0, 0-1) | Italie | Tchyjowka-Arena 4 600 spectateurs |

| Feuille de match | Feuille de match                         | Feuille de match  | Feuille de match                                                                                         | Feuille de match                                                                       |
| ---------------- | ---------------------------------------- | ----------------- | --- | -------------------------------------------------------------------------------------- |
|                  | L. Meunier (J. Desrosiers) — 30 min 57 s | 1-0 1-1 1-2       | G. Scandella (T. Johnson, N. DiCasmirro) — 32 min 53 s (SN) M. Gander (D. Tudin, T. Larkin) — 59 min 2 s | Arbitrage : Viatcheslav Boulanov et Maksim Sidorenko Anton Semjonov et Miroslav Valach |
| Cristobal Huet   | Gardiens                                 | Daniel Bellissimo | | Arbitrage : Viatcheslav Boulanov et Maksim Sidorenko Anton Semjonov et Miroslav Valach |
| 8 min            | Pénalités                                | 14 min            | | Arbitrage : Viatcheslav Boulanov et Maksim Sidorenko Anton Semjonov et Miroslav Valach |
| 29               | Tirs                                     | 17                | | Arbitrage : Viatcheslav Boulanov et Maksim Sidorenko Anton Semjonov et Miroslav Valach |

| 11 mai 2014 | Norvège | 4-3 (1-2, 2-0, 1-1) | Danemark | Tchyjowka-Arena 4 837 spectateurs |

| Feuille de match | Feuille de match | Feuille de match            | Feuille de match | Feuille de match                                                           |
| ---------------- | --- | --------------------------- | --- | -------------------------------------------------------------------------- |
|                  | J. Holøs (M. Olimb) — 6 min 30 s (SN) K. Olimb (M. Ask) — 22 min 39 s (SN) P.-Å. Skrøder — 31 min 29 s (TP) M. Trygg (M. Olimb, J. Holøs) — 52 min 15 s (SN) | 0-1 0-2 1-2 2-2 3-2 4-2 4-3 | M. Poulsen (M. Green) — 2 min 35 s (SN) F. Storm (P. Bjorkstrand, E. Kristensen) — 2 min 55 s J. Hansen (N. Jensen) — 56 min 27 s (SN) | Arbitrage : Igor Dremelj et Aleksi Rantala Paul Carnathan et Masi Puolakka |
| Lars Haugen      | Gardiens | Simon Nielsen               | | Arbitrage : Igor Dremelj et Aleksi Rantala Paul Carnathan et Masi Puolakka |
| 20 min           | Pénalités | 14 min                      | | Arbitrage : Igor Dremelj et Aleksi Rantala Paul Carnathan et Masi Puolakka |
| 27               | Tirs | 18                          | | Arbitrage : Igor Dremelj et Aleksi Rantala Paul Carnathan et Masi Puolakka |

| 11 mai 2014 | Suède | 4-3 (TB) (1-2, 1-1, 1-0, 0-0, 1-0) | Tchéquie | Tchyjowka-Arena 6 018 spectateurs |

| Feuille de match | Feuille de match | Feuille de match            | Feuille de match | Feuille de match                                                               |
| ---------------- | --- | --------------------------- | --- | ------------------------------------------------------------------------------ |
|                  | O. Möller (M. Backlund) — 11 min 26 s O. Möller (J. Ericsson, J. Lindström) — 36 min 2 s (SN) J. Lindström (M. Nygren, O. Möller) — 48 min 40 s (SN) J. Lindström — 65 min (TB) | 0–1 1–1 1–2 1-3 2-3 3-3 4-3 | T. Hertl (O. Němec, T. Rolinek) — 8 s J. Hudler (M. Ševc, J. Kovář) — 19 min 35 s (SN) O. Němec (T. Hertl) — 31 min 53 s | Arbitrage : Roman Gofman et Konstantin Olenine Nicolas Fluri et Andre Schrader |
| Anders Nilsson   | Gardiens | Alexander Salák             | | Arbitrage : Roman Gofman et Konstantin Olenine Nicolas Fluri et Andre Schrader |
| 12 min           | Pénalités | 10 min                      | | Arbitrage : Roman Gofman et Konstantin Olenine Nicolas Fluri et Andre Schrader |
| 25               | Tirs | 33                          | | Arbitrage : Roman Gofman et Konstantin Olenine Nicolas Fluri et Andre Schrader |

| 12 mai 2014 | Slovaquie | 3-5 (1-0, 2-1, 0-4) | France | Tchyjowka-Arena 5 358 spectateurs |

| Feuille de match | Feuille de match | Feuille de match                | Feuille de match | Feuille de match                                                         |
| ---------------- | --- | ------------------------------- | --- | ------------------------------------------------------------------------ |
|                  | L. Nagy (K. Sloboda) — 15 min 32 s (IN) L. Nagy (M. Šatan) — 23 min 31 s M. Šatan (J. Valach, M. Miklík) — 36 min 11 s (SN) | 1–0 2–0 2–1 3–1 3–2 3–3 3–4 3–5 | B. Amar (J. Desrosiers, T. Da Costa) — 26 min 23 s (SN) B. Amar (A. Guttig) — 50 min 30 s (2 SN) A. Roussel (N. Besch) — 50 min 56 s (SN) D. Fleury (T. Da Costa, A. Guttig) — 56 min 19 s A. Roussel — 59 min 32 s (CV) | Arbitrage : Keith Kaval et Steve Patafie Ivan Dedioulia et Nicolas Fluri |
| Ján Laco         | Gardiens | Cristobal Huet                  | | Arbitrage : Keith Kaval et Steve Patafie Ivan Dedioulia et Nicolas Fluri |
| 14 min           | Pénalités | 10 min                          | | Arbitrage : Keith Kaval et Steve Patafie Ivan Dedioulia et Nicolas Fluri |
| 21               | Tirs | 26                              | | Arbitrage : Keith Kaval et Steve Patafie Ivan Dedioulia et Nicolas Fluri |

| 12 mai 2014 | Tchéquie | 3-4 (1-1, 0-3, 2-0) | Canada | Tchyjowka-Arena 6 317 spectateurs |

| Feuille de match            | Feuille de match | Feuille de match            | Feuille de match | Feuille de match                                                                        |
| --------------------------- | --- | --------------------------- | --- | --------------------------------------------------------------------------------------- |
|                             | R. Červenka (V. Sobotka, J. Klepiš) — 5 min 55 s J. Novotný (J. Hudler) — 52 min 11 s T. Hertl (J. Jágr) — 53 min (SN) | 1–0 1–1 1–2 1–3 1–4 2–4 3–4 | J. Ward (S. Monahan, J. Huberdeau) — 9 min 56 s K. Turris (M. Read, J. Chimera) — 23 min 22 s N. MacKinnon (J. Ward, R. Ellis) — 36 min 7 s (SN) M. Rielly (K. Bieksa) — 36 min 24 s (SN) | Arbitrage : Lars Brüggemann et Viatcheslav Boulanov Stanislav Raming et Sakari Suominen |
| Jakub Kovář Alexander Salák | Gardiens | James Reimer                | | Arbitrage : Lars Brüggemann et Viatcheslav Boulanov Stanislav Raming et Sakari Suominen |
| 37 min                      | Pénalités | 6 min                       | | Arbitrage : Lars Brüggemann et Viatcheslav Boulanov Stanislav Raming et Sakari Suominen |
| 34                          | Tirs | 20                          | | Arbitrage : Lars Brüggemann et Viatcheslav Boulanov Stanislav Raming et Sakari Suominen |

| 13 mai 2014 | Italie | 1-4 (1-1, 0-2, 0-1) | Danemark | Tchyjowka-Arena 5 092 spectateurs |

| Feuille de match  | Feuille de match                        | Feuille de match    | Feuille de match | Feuille de match                                                          |
| ----------------- | --------------------------------------- | ------------------- | --- | ------------------------------------------------------------------------- |
|                   | D. Kostner (G. Scandella) — 12 min 15 s | 0–1 1–1 1–2 1–3 1–4 | J. Jensen (P. Bjorkstrand, F. Storm) — 2 min 51 s J. Hansen — 25 min 50 s (IN) E. Kristensen (J. Jakobsen, M. Bødker) — 36 min 19 s K. Staal (M. Bødker, P. Larsen) — 57 min 34 s | Arbitrage : Antonín Jeřábek et Mikael Nord Paul Carnathan et Jimmy Dahmen |
| Daniel Bellissimo | Gardiens                                | Simon Nielsen       | | Arbitrage : Antonín Jeřábek et Mikael Nord Paul Carnathan et Jimmy Dahmen |
| 8 min             | Pénalités                               | 8 min               | | Arbitrage : Antonín Jeřábek et Mikael Nord Paul Carnathan et Jimmy Dahmen |
| 13                | Tirs                                    | 31                  | | Arbitrage : Antonín Jeřábek et Mikael Nord Paul Carnathan et Jimmy Dahmen |

| 13 mai 2014 | Norvège | 1-2 (0-0, 1-1, 0-1) | Suède | Tchyjowka-Arena 6 389 spectateurs |

| Feuille de match | Feuille de match                      | Feuille de match | Feuille de match                                                                                       | Feuille de match                                                       |
| ---------------- | ------------------------------------- | ---------------- | --- | ---------------------------------------------------------------------- |
|                  | S. Olden (P.A. Skrøder) — 22 min 47 s | 1-0 1-1 1-2      | J. Lindström (M. Nygren, O. Möller) — 36 min 33 s (SN) L. Klasen (G. Nyquist, T. Erixon) — 47 min 18 s | Arbitrage : Jyri Rönn et Maxim Sidorenko Vit Lederer et Anton Semjonov |
| Steffen Soberg   | Gardiens                              | Anders Nilsson   | | Arbitrage : Jyri Rönn et Maxim Sidorenko Vit Lederer et Anton Semjonov |
| 14 min           | Pénalités                             | 12 min           | | Arbitrage : Jyri Rönn et Maxim Sidorenko Vit Lederer et Anton Semjonov |
| 14               | Tirs                                  | 35               | | Arbitrage : Jyri Rönn et Maxim Sidorenko Vit Lederer et Anton Semjonov |

| 14 mai 2014 | Tchéquie | 2-0 (0-0, 1-0, 1-0) | Italie | Tchyjowka-Arena 4 160 spectateurs |

| Feuille de match | Feuille de match                                                                 | Feuille de match  | Feuille de match | Feuille de match                                                                  |
| ---------------- | -------------------------------------------------------------------------------- | ----------------- | ---------------- | --------------------------------------------------------------------------------- |
|                  | J. Sekáč (J. Hudler, O. Němec) — 22 min 53 s J. Jágr (R. Červenka) — 55 min 34 s | 1-0 2-0           |                  | Arbitrage : Maksim Sidorenko et Marcus Vinnerborg Ivan Dedioulia et Pierre Dehaen |
| Alexander Salák  | Gardiens                                                                         | Daniel Bellissimo |                  | Arbitrage : Maksim Sidorenko et Marcus Vinnerborg Ivan Dedioulia et Pierre Dehaen |
| 4 min            | Pénalités                                                                        | 10 min            |                  | Arbitrage : Maksim Sidorenko et Marcus Vinnerborg Ivan Dedioulia et Pierre Dehaen |
| 37               | Tirs                                                                             | 11                |                  | Arbitrage : Maksim Sidorenko et Marcus Vinnerborg Ivan Dedioulia et Pierre Dehaen |

| 14 mai 2014 | Slovaquie | 5-2 (2-2, 1-0, 2-0) | Norvège | Tchyjowka-Arena 5 881 spectateurs |

| Feuille de match | Feuille de match | Feuille de match            | Feuille de match                                                              | Feuille de match                                                           |
| ---------------- | --- | --------------------------- | ----------------------------------------------------------------------------- | -------------------------------------------------------------------------- |
|                  | T. Tatar (I. Švarný, J. Mikúš) — 1 min 6 s J. Mikúš (M. Miklík, M. Ďaloga) — 9 min 17 s L. Nagy (M. Marinčin) — 39 min 42 s L. Nagy (M. Ďaloga, J. Laco) — 47 min 47 s M. Miklík (T. Tatar) — 48 min 33 s | 1–0 1–1 2–1 2–2 3–2 4–2 5–2 | A. Bonsaksen (A. Stene) — 5 min 39 s M. Ask (K. Olimb, M. Olimb) — 11 min 7 s | Arbitrage : Lars Brüggemann et Roman Gofman Chris Carlson et Nicolas Fluri |
| Ján Laco         | Gardiens | Lars Haugen                 |                                                                               | Arbitrage : Lars Brüggemann et Roman Gofman Chris Carlson et Nicolas Fluri |
| 8 min            | Pénalités | 8 min                       |                                                                               | Arbitrage : Lars Brüggemann et Roman Gofman Chris Carlson et Nicolas Fluri |
| 33               | Tirs | 20                          |                                                                               | Arbitrage : Lars Brüggemann et Roman Gofman Chris Carlson et Nicolas Fluri |

| 15 mai 2014 | Canada | 6-1 (1-1, 1-1, 4-0) | Danemark | Tchyjowka-Arena 7 085 spectateurs |

| Feuille de match | Feuille de match | Feuille de match            | Feuille de match                            | Feuille de match                                                               |
| ---------------- | --- | --------------------------- | ------------------------------------------- | ------------------------------------------------------------------------------ |
|                  | C. Hodgson (N. Kadri, R. Ellis) — 5 min 24 s C. Hodgson — 25 min 3 s M. Read (K. Turris, J. Chimera) — 41 min 15 s M. Read (K. Turris, T. Myers) — 43 min 8 s (IN) J. Huberdeau (M. Rielly, R. Ellis) — 48 min 35 s C. Hodgson (J. Garrison, Kadri) — 50 min 24 s (SN) | 1–0 1–1 2–1 3–1 4-1 5-1 6-1 | N. Jensen (M. Madsen, K. Staal) — 9 min 6 s | Arbitrage : Igor Dremelj et Vladimír Šindler Masi Puolakka et Stanislav Raming |
| Ben Scrivens     | Gardiens | Patrick Galbraith           |                                             | Arbitrage : Igor Dremelj et Vladimír Šindler Masi Puolakka et Stanislav Raming |
| 8 min            | Pénalités | 8 min                       |                                             | Arbitrage : Igor Dremelj et Vladimír Šindler Masi Puolakka et Stanislav Raming |
| 46               | Tirs | 30                          |                                             | Arbitrage : Igor Dremelj et Vladimír Šindler Masi Puolakka et Stanislav Raming |

| 15 mai 2014 | Suède | 2-1 (0-0, 2-0, 0-1) | France | Tchyjowka-Arena 7 045 spectateurs |

| Feuille de match | Feuille de match                                                                                         | Feuille de match | Feuille de match          | Feuille de match                                                            |
| ---------------- | --- | ---------------- | ------------------------- | --------------------------------------------------------------------------- |
|                  | J. Lundqvist (D. Rasmussen, L. Klasen) — 35 min 32 s O. Möller (N. Andersén, J. Lindström) — 35 min 49 s | 1–0 2–0 2–1      | S. Da Costa — 44 min 52 s | Arbitrage : Antonín Jeřábek et Aleksi Rantala Paul Carnathan et Justin Hull |
| Anders Nilsson   | Gardiens                                                                                                 | Florian Hardy    |                           | Arbitrage : Antonín Jeřábek et Aleksi Rantala Paul Carnathan et Justin Hull |
| 8 min            | Pénalités                                                                                                | 20 min           |                           | Arbitrage : Antonín Jeřábek et Aleksi Rantala Paul Carnathan et Justin Hull |
| 34               | Tirs | 18               |                           | Arbitrage : Antonín Jeřábek et Aleksi Rantala Paul Carnathan et Justin Hull |

| 16 mai 2014 | Canada | 6-1 (1-0, 4-0, 1-1) | Italie | Tchyjowka-Arena 5 772 spectateurs |

| Feuille de match | Feuille de match | Feuille de match                  | Feuille de match                                     | Feuille de match                                                                |
| ---------------- | --- | --------------------------------- | ---------------------------------------------------- | ------------------------------------------------------------------------------- |
|                  | J. Ward — 13 min 7 s C. Hodgson — 21 min 39 s (SN) J. Chimera (J. Ward, M. Scheifele) — 26 min 2 s K. Turris (M. Read) — 29 min 19 s (IN) C. Hodgson (B. Schenn, N. MacKinnon) — 36 min 15 s B. Schenn (J. Huberdeau, N. MacKinnon) — 56 min 30 s | 1–0 2–0 3–0 4–0 5–0 5–1 6–1       | D. Borrelli (G. Scandella, T. Johnson) — 41 min 12 s | Arbitrage : Roman Gofman et Daniel Piechaczek Pierre Dehaen et Stanislav Raming |
| James Reimer     | Gardiens | Daniel Bellissimo Andreas Bernard |                                                      | Arbitrage : Roman Gofman et Daniel Piechaczek Pierre Dehaen et Stanislav Raming |
| 14 min           | Pénalités | 33 min                            |                                                      | Arbitrage : Roman Gofman et Daniel Piechaczek Pierre Dehaen et Stanislav Raming |
| 34               | Tirs | 22                                |                                                      | Arbitrage : Roman Gofman et Daniel Piechaczek Pierre Dehaen et Stanislav Raming |

| 16 mai 2014 | Suède | 3-1 (2-0, 0-1, 1-0) | Slovaquie | Tchyjowka-Arena 7 563 spectateurs |

| Feuille de match | Feuille de match | Feuille de match        | Feuille de match                               | Feuille de match                                                           |
| ---------------- | --- | ----------------------- | ---------------------------------------------- | -------------------------------------------------------------------------- |
|                  | G. Nyquist (D. Axelsson) — 10 min 5 s (SN) M. Backlund (J. Lindstrom) — 19 min 49 s (SN) M. Nygren (L. Klasen) — 41 min 58 s | 1–0 2–0 2–1 3-1         | M. Reway (M. Marincin, T. Tatar) — 29 min 12 s | Arbitrage : Jyri Rönn et Vladimír Šindler Chris Carlson et Joep Leermakers |
| Anders Nilsson   | Gardiens | Ján Laco Jaroslav Janus |                                                | Arbitrage : Jyri Rönn et Vladimír Šindler Chris Carlson et Joep Leermakers |
| 8 min            | Pénalités | 8 min                   |                                                | Arbitrage : Jyri Rönn et Vladimír Šindler Chris Carlson et Joep Leermakers |
| 40               | Tirs | 21                      |                                                | Arbitrage : Jyri Rönn et Vladimír Šindler Chris Carlson et Joep Leermakers |

| 17 mai 2014 | France | 5-4 (TB) (0-1, 3-1, 1-2, 0-0, 1-0) | Norvège | Tchyjowka-Arena 6 103 spectateurs |

| Feuille de match | Feuille de match | Feuille de match                    | Feuille de match | Feuille de match                                                                      |
| ---------------- | --- | ----------------------------------- | --- | ------------------------------------------------------------------------------------- |
|                  | A. Roussel (A. Manavian, P.E. Bellemare) — 37 min 25 s Y. Treille (Y. Auvitu, J. Desrosiers) — 37 min 51 s A. Roussel (S. Da Costa, P.E. Bellemare) — 38 min 16 s P.E. Bellemare (A. Roussel) — 42 min 37 s S. Da Costa — 65 min (TB) | 0-1 0-2 1-2 2-2 3-2 3-3 4-3 4-4 5-4 | M. Trygg (K. A. Olimb, M. Olimb) — 11 min 28 s M. Ask (M. Olimb, K. A. Olimb) — 21 min 47 s D. Sorvik (M. Ask) — 41 min 30 s M. Olimb (K. A. Olimb) — 45 min 48 s | Arbitrage : Konstantin Olenine et Daniel Piechaczek Andre Schrader et Miroslav Valach |
| Cristobal Huet   | Gardiens | Lars Haugen                         | | Arbitrage : Konstantin Olenine et Daniel Piechaczek Andre Schrader et Miroslav Valach |
| 18 min           | Pénalités | 4 min                               | | Arbitrage : Konstantin Olenine et Daniel Piechaczek Andre Schrader et Miroslav Valach |
| 36               | Tirs | 28                                  | | Arbitrage : Konstantin Olenine et Daniel Piechaczek Andre Schrader et Miroslav Valach |

| 17 mai 2014 | Danemark | 4-3 (TB) (1-2, 0-0, 2-1, 0-0, 1-0) | Tchéquie | Tchyjowka-Arena 6 892 spectateurs |

| Feuille de match | Feuille de match | Feuille de match            | Feuille de match | Feuille de match                                                         |
| ---------------- | --- | --------------------------- | --- | ------------------------------------------------------------------------ |
|                  | S. Lassen (M. Christensen) — 9 min 56 s J. Jensen (K. Staal, J. Hansen) — 55 min 31 s (SN) P. Bjorkstrand (J. Hansen, M. Madsen) — 59 min 7 s M. Bødker — 65 min (TB) | 0–1 0–2 1–2 1–3 2–3 3–3 4-3 | J. Klepiš (J. Jágr, O. Němec) — 4 min 26 s (SN) J. Jágr (V. Sobotka) — 6 min 55 s (SN) J. Kindl (J. Klepiš, R. Červenka) — 45 min 4 s | Arbitrage : Keith Kaval et Steve Patafie Chris Carlson et Anton Semjonov |
| Simon Nielsen    | Gardiens | Alexander Salák             | | Arbitrage : Keith Kaval et Steve Patafie Chris Carlson et Anton Semjonov |
| 10 min           | Pénalités | 10 min                      | | Arbitrage : Keith Kaval et Steve Patafie Chris Carlson et Anton Semjonov |
| 27               | Tirs | 32                          | | Arbitrage : Keith Kaval et Steve Patafie Chris Carlson et Anton Semjonov |

| 17 mai 2014 | Slovaquie | 4-1 (1-0, 2-1, 1-0) | Italie | Tchyjowka-Arena 5 929 spectateurs |

| Feuille de match | Feuille de match | Feuille de match    | Feuille de match                  | Feuille de match                                                             |
| ---------------- | --- | ------------------- | --------------------------------- | ---------------------------------------------------------------------------- |
|                  | M. Ďaloga (K. Sloboda) — 10 min 8 s M. Viedensky (M. Ďaloga, K. Sloboda) — 23 min 5 s T. Tatar (M. Miklík) — 34 min 13 s M. Miklík (T. Tatar, M. Šatan) — 48 min 7 s (SN) | 1-0 2-0 3-0 3-1 4-1 | A. Egger (V. Rocco) — 38 min 26 s | Arbitrage : Viatcheslav Boulanov et Mikael Nord Justin Hull et Masi Puolakka |
| Ján Laco         | Gardiens | Daniel Bellissimo   |                                   | Arbitrage : Viatcheslav Boulanov et Mikael Nord Justin Hull et Masi Puolakka |
| 14 min           | Pénalités | 10 min              |                                   | Arbitrage : Viatcheslav Boulanov et Mikael Nord Justin Hull et Masi Puolakka |
| 53               | Tirs | 20                  |                                   | Arbitrage : Viatcheslav Boulanov et Mikael Nord Justin Hull et Masi Puolakka |

| 18 mai 2014 | Canada | 3-2 (pr) (0-1, 2-1, 0-0, 1-0) | Suède | Tchyjowka-Arena 8 453 spectateurs |

| Feuille de match | Feuille de match | Feuille de match    | Feuille de match                                                                   | Feuille de match                                                                     |
| ---------------- | --- | ------------------- | ---------------------------------------------------------------------------------- | ------------------------------------------------------------------------------------ |
|                  | B. Schenn (J. Huberdeau) — 23 min 52 s K. Bieksa (C. Hodgson, M. Rielly) — 27 min 46 s (SN) R. Ellis (T. Brouwer, M. Scheifele) — 62 min 38 s | 0-1 0-2 1-2 2-2 3-2 | Lindström (O. Möller) — 13 min 49 s L. Klasen (M. Ekholm, G. Nyquist) — 21 min 6 s | Arbitrage : Konstantin Olenine et Aleksi Rantala Stanislav Raming et Sakari Suominen |
| Ben Scrivens     | Gardiens | Anders Nilsson      |                                                                                    | Arbitrage : Konstantin Olenine et Aleksi Rantala Stanislav Raming et Sakari Suominen |
| 10 min           | Pénalités | 12 min              |                                                                                    | Arbitrage : Konstantin Olenine et Aleksi Rantala Stanislav Raming et Sakari Suominen |
| 31               | Tirs | 32                  |                                                                                    | Arbitrage : Konstantin Olenine et Aleksi Rantala Stanislav Raming et Sakari Suominen |

| 18 mai 2014 | Tchéquie | 1-0 (1-0, 0-0, 0-0) | Norvège | Tchyjowka-Arena 7 902 spectateurs |

| Feuille de match | Feuille de match                      | Feuille de match | Feuille de match | Feuille de match                                                          |
| ---------------- | ------------------------------------- | ---------------- | ---------------- | ------------------------------------------------------------------------- |
|                  | V. Sobotka (T. Hertl, J. Jágr) — 39 s | 1-0              |                  | Arbitrage : Jyri Rönn et Marcus Vinnerborg Jimmy Dahmen et Anton Semjonov |
| Alexander Salák  | Gardiens                              | Steffen Soberg   |                  | Arbitrage : Jyri Rönn et Marcus Vinnerborg Jimmy Dahmen et Anton Semjonov |
| 8 min            | Pénalités                             | 8 min            |                  | Arbitrage : Jyri Rönn et Marcus Vinnerborg Jimmy Dahmen et Anton Semjonov |
| 39               | Tirs                                  | 21               |                  | Arbitrage : Jyri Rönn et Marcus Vinnerborg Jimmy Dahmen et Anton Semjonov |

| 19 mai 2014 | Danemark | 2-6 (1-2, 1-0, 0-4) | France | Tchyjowka-Arena 7 450 spectateurs |

| Feuille de match | Feuille de match                                                                                  | Feuille de match                | Feuille de match | Feuille de match                                                                |
| ---------------- | ------------------------------------------------------------------------------------------------- | ------------------------------- | --- | ------------------------------------------------------------------------------- |
|                  | J. Jensen (K. Staal, J. Jakobsen) — 15 min 9 s K. Staal (J. Jensen, P. Bjorkstrand) — 34 min 41 s | 0-1 1-1 1-2 2-2 2-3 2-4 2-5 2-6 | Desrosiers (Meunier, Y. Treille) — 1 min 8 s A. Roussel (B. Amar, P.-É. Bellemare) — 19 min 23 s P.-É. Bellemare (A. Roussel, S. Da Costa) — 49 min 10 s S. Da Costa (A. Roussel, P.-É. Bellemare) — 50 min 36 s A. Manavian (A. Roussel, S. Da Costa) — 52 min 52 s S. Da Costa — 55 min 9 s | Arbitrage : Aleksi Rantala et Maksim Sidorenko Nicolas Fluri et Joep Leermakers |
| Simon Nielsen    | Gardiens                                                                                          | Cristobal Huet                  | | Arbitrage : Aleksi Rantala et Maksim Sidorenko Nicolas Fluri et Joep Leermakers |
| 8 min            | Pénalités                                                                                         | 4 min                           | | Arbitrage : Aleksi Rantala et Maksim Sidorenko Nicolas Fluri et Joep Leermakers |
| 33               | Tirs                                                                                              | 29                              | | Arbitrage : Aleksi Rantala et Maksim Sidorenko Nicolas Fluri et Joep Leermakers |

| 19 mai 2014 | Italie | 1-5 (1-2, 0-2, 0-1) | Suède | Tchyjowka-Arena 7 878 spectateurs |

| Feuille de match  | Feuille de match                                | Feuille de match        | Feuille de match | Feuille de match                                                                |
| ----------------- | ----------------------------------------------- | ----------------------- | --- | ------------------------------------------------------------------------------- |
|                   | M. Gander (L. Felicetti, D. Tudin) — 10 min 7 s | 0-1 1-1 1-2 1-3 1-4 1-5 | G. Nyquist (L. Klasen) — 48 s M. Ekholm (L. Klasen) — 16 min 32 s (SN) G. Nyquist (N. Danielsson, L. Klasen) — 34 min 24 s (SN) N. Danielsson (M. Ekholm, L. Klasen) — 37 min 53 s (SN) J. Ericsson (M. Nygren, O. Möller) — 55 min 55 s (SN) | Arbitrage : Roman Gofman et Vladimír Šindler Paul Carnathan et Stanislav Raming |
| Daniel Bellissimo | Gardiens                                        | Joacim Eriksson         | | Arbitrage : Roman Gofman et Vladimír Šindler Paul Carnathan et Stanislav Raming |
| 12 min            | Pénalités                                       | 6 min                   | | Arbitrage : Roman Gofman et Vladimír Šindler Paul Carnathan et Stanislav Raming |
| 11                | Tirs                                            | 40                      | | Arbitrage : Roman Gofman et Vladimír Šindler Paul Carnathan et Stanislav Raming |

| 20 mai 2014 | Norvège | 2-3 (1-0, 1-2, 0-1) | Canada | Tchyjowka-Arena 7 487 spectateurs |

| Feuille de match | Feuille de match                                                                   | Feuille de match    | Feuille de match | Feuille de match                                                                     |
| ---------------- | ---------------------------------------------------------------------------------- | ------------------- | --- | ------------------------------------------------------------------------------------ |
|                  | A. Bastiansen — 13 min 5 s (SN) M. Hansen (M. Olimb, N. Bryhnisveen) — 32 min 16 s | 1-0 1-1 2-1 2-2 2-3 | J. Ward (S. Monahan, R. Ellis) — 23 min 36 s (SN) M. Scheifele (K. Bieksa, J. Ward) — 36 min 25 s J. Ward (J. Huberdeau) — 50 min 43 s (SN) | Arbitrage : Daniel Piechaczek et Maksim Sidorenko Stanislav Raming et Andre Schrader |
| Steffen Soberg   | Gardiens                                                                           | James Reimer        | | Arbitrage : Daniel Piechaczek et Maksim Sidorenko Stanislav Raming et Andre Schrader |
| 14 min           | Pénalités                                                                          | 4 min               | | Arbitrage : Daniel Piechaczek et Maksim Sidorenko Stanislav Raming et Andre Schrader |
| 16               | Tirs                                                                               | 42                  | | Arbitrage : Daniel Piechaczek et Maksim Sidorenko Stanislav Raming et Andre Schrader |

| 20 mai 2014 | Danemark | 3-4 (0-1, 1-0, 2-3) | Slovaquie | Tchyjowka-Arena 7 251 spectateurs |

| Feuille de match | Feuille de match | Feuille de match            | Feuille de match | Feuille de match                                                            |
| ---------------- | --- | --------------------------- | --- | --------------------------------------------------------------------------- |
|                  | M. Bødker (M. Green, M. Christensen) — 21 min 11 s (SN) M. Green (M. Christensen, S. Lassen) — 52 min 53 s (SN) J. Jensen (J. Jensen) — 54 min 25 s | 0-1 1-1 1-2 2-2 2-3 2-4 3-4 | T. Tatar (J. Valach) — 14 min 41 s M. Miklík (M. Viedensky) — 41 min 31 s (SN) M. Viedensky (M. Miklík, J. Valach) — 53 min 53 s (SN) T. Tatar (J. Mikúš) — 54 min 17 s | Arbitrage : Keith Kaval et Konstantin Olenine Vit Lederer et Anton Semjonov |
| Simon Nielsen    | Gardiens | Ján Laco                    | | Arbitrage : Keith Kaval et Konstantin Olenine Vit Lederer et Anton Semjonov |
| 20 min           | Pénalités | 20 min                      | | Arbitrage : Keith Kaval et Konstantin Olenine Vit Lederer et Anton Semjonov |
| 30               | Tirs | 24                          | | Arbitrage : Keith Kaval et Konstantin Olenine Vit Lederer et Anton Semjonov |

| 20 mai 2014 | Tchéquie | 5-4 (pr) (1-3, 3-0, 0-1, 1-0) | France | Tchyjowka-Arena 8 214 spectateurs |

| Feuille de match | Feuille de match | Feuille de match                    | Feuille de match | Feuille de match                                                      |
| ---------------- | --- | ----------------------------------- | --- | --------------------------------------------------------------------- |
|                  | V. Sobotka — 19 min 18 s J. Sekáč (P. Zámorský, J. Kolář) — 24 min 30 s J. Jágr (M. Jordán, V. Sobotka) — 31 min 29 s M. Zaťovič (J. Kindl, T. Rolinek) — 32 min 42 s J. Kolář (P. Zámorský, V. Sobotka) — 62 min 19 s | 0-1 0-2 0-3 1-3 2-3 3-3 4-3 4-4 5-4 | J. Desrosiers (J. Janil, Y. Treille) — 6 min 48 s J. Desrosiers (T. Da Costa) — 17 min 48 s (SN) L. Meunier (D. Raux) — 18 min 22 s A. Roussel (D. Fleury) — 42 min 36 s (SN) | Arbitrage : Igor Dremelj et Roman Gofman Justin Hull et Masi Puolakka |
| Alexander Salák  | Gardiens | Florian Hardy                       | | Arbitrage : Igor Dremelj et Roman Gofman Justin Hull et Masi Puolakka |
| 14 min           | Pénalités | 10 min                              | | Arbitrage : Igor Dremelj et Roman Gofman Justin Hull et Masi Puolakka |
| 39               | Tirs | 24                                  | | Arbitrage : Igor Dremelj et Roman Gofman Justin Hull et Masi Puolakka |

##### Classement
L'attribution des points se fait de la manière suivante : 
- 3 points pour une victoire lors du temps réglementaire,
- 1 point pour un match nul à la fin du temps réglementaire,
- 1 point de plus pour une victoire en prolongation ou au tir de fusillade,
- 0 point pour une défaite lors du temps réglementaire[1]

| Clt   | Équipe    | PJ | V | VP | D | DP | BP | BC | Diff | Pts |
| ----- | --------- | -- | - | -- | - | -- | -- | -- | ---- | --- |
| +001, | Canada    | 7  | 5 | 1  | 0 | 1  | 28 | 13 | +15  | 18  |
| +002, | Suède     | 7  | 5 | 1  | 0 | 1  | 21 | 10 | +11  | 18  |
| +003, | Tchéquie  | 7  | 2 | 2  | 1 | 2  | 15 | 14 | +1   | 12  |
| +004, | France    | 7  | 2 | 2  | 2 | 1  | 23 | 20 | +3   | 11  |
| +005, | Slovaquie | 7  | 3 | 0  | 3 | 1  | 20 | 21 | -1   | 10  |
| +006, | Norvège   | 7  | 2 | 0  | 4 | 1  | 16 | 19 | -3   | 7   |
| +007, | Danemark  | 7  | 1 | 1  | 5 | 0  | 17 | 27 | -10  | 5   |
| +008, | Italie    | 7  | 1 | 0  | 6 | 0  | 6  | 25 | -19  | 3   |

- Qualifié pour les quarts de finale
- Relégué en division 1A

#### Groupe B

##### Matchs
| 9 mai 2014 | Suisse | 0-5 (0-3, 0-1, 0-1) | Russie | Minsk Arena 13 300 spectateurs |

| Feuille de match | Feuille de match | Feuille de match    | Feuille de match | Feuille de match                                                              |
| ---------------- | ---------------- | ------------------- | --- | ----------------------------------------------------------------------------- |
|                  |                  | 0-1 0-2 0-3 0-4 0-5 | S. Plotnikov (D. Denissov, V. Chipatchiov) — 13 s A. Ovetchkine (A. Belov, D. Zaripov) — 6 min 34 s (SN) V. Chipatchiov (M. Tchoudinov) — 17 min 15 s A. Belov (N. Kouliomine, S. Chirokov) — 29 min 6 s D. Zaripov (A. Ovetchkine) — 58 min 25 s | Arbitrage : Lars Brüggemann et Antonín Jeřábek Chris Carlson et Pierre Dehaen |
| Leonardo Genoni  | Gardiens         | Sergueï Bobrovski   | | Arbitrage : Lars Brüggemann et Antonín Jeřábek Chris Carlson et Pierre Dehaen |
| 10 min           | Pénalités        | 8 min               | | Arbitrage : Lars Brüggemann et Antonín Jeřábek Chris Carlson et Pierre Dehaen |
| 27               | Tirs             | 31                  | | Arbitrage : Lars Brüggemann et Antonín Jeřábek Chris Carlson et Pierre Dehaen |

| 9 mai 2014 | Biélorussie | 1-6 (0-1, 1-3, 0-2) | États-Unis | Minsk Arena 13 600 spectateurs |

| Feuille de match | Feuille de match                                           | Feuille de match            | Feuille de match | Feuille de match                                                           |
| ---------------- | ---------------------------------------------------------- | --------------------------- | --- | -------------------------------------------------------------------------- |
|                  | A. Stepanov (M. Grabovski, A.Kalioujny) — 39 min 56 s (SN) | 0-1 0-2 0-3 0-4 1-4 1-5 1-6 | B. Nelson (C. Smith, T. Johnson) — 12 min 22 s J. Trouba (D. DeKeyser) — 34 min 59 s J. Gaudreau (J. Petry) — 35 min 55 s C. McDonald (J. Hayes) — 37 min 42 s J. Trouba (J. Gaudreau, T. Johnson) — 54 min 58 s (SN) J. Gardiner (J. Gaudreau, K. Hayes) — 56 min 57 s (SN) | Arbitrage : Martin Fraňo et Vladimír Šindler Jon Kilian et Sakari Suominen |
| Andreï Mezine    | Gardiens                                                   | Tim Thomas                  | | Arbitrage : Martin Fraňo et Vladimír Šindler Jon Kilian et Sakari Suominen |
| 14 min           | Pénalités                                                  | 6 min                       | | Arbitrage : Martin Fraňo et Vladimír Šindler Jon Kilian et Sakari Suominen |
| 21               | Tirs                                                       | 25                          | | Arbitrage : Martin Fraňo et Vladimír Šindler Jon Kilian et Sakari Suominen |

| 10 mai 2014 | Kazakhstan | 1-2 (TB) (1-1, 0-0, 0-0, 0-0, 0-1) | Allemagne | Minsk Arena 12 880 spectateurs |

| Feuille de match | Feuille de match                                       | Feuille de match | Feuille de match                                                                | Feuille de match                                                               |
| ---------------- | ------------------------------------------------------ | ---------------- | ------------------------------------------------------------------------------- | ------------------------------------------------------------------------------ |
|                  | A.Gavriline (F. Polichtchouk, K. Dallman) — 10 min 8 s | 1-0 1-1 1-2      | M. Plachta (T. Ankert, L. Draisaitl) — 18 min 49 s T. Oppenheimer — 65 min (TB) | Arbitrage : Aleksi Rantala et Vladimír Šindler Jimmy Dahmen et Miroslav Valach |
| Vitali Ieremeïev | Gardiens                                               | Rob Zepp         |                                                                                 | Arbitrage : Aleksi Rantala et Vladimír Šindler Jimmy Dahmen et Miroslav Valach |
| 20 min           | Pénalités                                              | 4 min            |                                                                                 | Arbitrage : Aleksi Rantala et Vladimír Šindler Jimmy Dahmen et Miroslav Valach |
| 20               | Tirs                                                   | 47               |                                                                                 | Arbitrage : Aleksi Rantala et Vladimír Šindler Jimmy Dahmen et Miroslav Valach |

| 10 mai 2014 | Finlande | 2-3 (1-1, 1-0, 0-2) | Lettonie | Minsk Arena 11 700 spectateurs |

| Feuille de match | Feuille de match                                                                  | Feuille de match    | Feuille de match | Feuille de match                                                              |
| ---------------- | --------------------------------------------------------------------------------- | ------------------- | --- | ----------------------------------------------------------------------------- |
|                  | M. Salomäki — 4 min 30 s T. Mäntylä (P. Kontiola, J. Hietanen) — 31 min 42 s (SN) | 1-0 1-1 2-1 2-2 2-3 | K. Daugaviņš (M. Rēdlihs) — 6 min 18 s K. Sotnieks (G. Pujacs, M. Indrašis) — 47 min 48 s (SN) A. Kulda (M. Cipulis) — 52 min 22 s (SN) | Arbitrage : Igor Dremelj et Antonín Jeřábek Ivan Dedioulia et Joep Leermakers |
| Pekka Rinne      | Gardiens                                                                          | Edgars Masaļskis    | | Arbitrage : Igor Dremelj et Antonín Jeřábek Ivan Dedioulia et Joep Leermakers |
| 18 min           | Pénalités                                                                         | 12 min              | | Arbitrage : Igor Dremelj et Antonín Jeřábek Ivan Dedioulia et Joep Leermakers |
| 24               | Tirs                                                                              | 26                  | | Arbitrage : Igor Dremelj et Antonín Jeřábek Ivan Dedioulia et Joep Leermakers |

| 10 mai 2014 | États-Unis | 3-2 (0-0, 1-2, 2-0) | Suisse | Minsk Arena 11 000 spectateurs |

| Feuille de match | Feuille de match | Feuille de match    | Feuille de match                                                           | Feuille de match                                                        |
| ---------------- | --- | ------------------- | -------------------------------------------------------------------------- | ----------------------------------------------------------------------- |
|                  | P. Mueller (T. Stapleton, J. Petry) — 26 min 15 s C. Smith (B. Nelson, T. Johnson) — 41 min 28 s (SN) T. Johnson (S. Jones) — 53 min 15 s | 0-1 1-1 1-2 2-2 3-2 | D. Hollenstein (K. Fiala) — 21 min 28 s D. Brunner (K. Romy) — 29 min 39 s | Arbitrage : Roman Gofman et Jyri Rönn Chris Carlson et Stanislav Raming |
| Tim Thomas       | Gardiens | Reto Berra          |                                                                            | Arbitrage : Roman Gofman et Jyri Rönn Chris Carlson et Stanislav Raming |
| 14 min           | Pénalités | 12 min              |                                                                            | Arbitrage : Roman Gofman et Jyri Rönn Chris Carlson et Stanislav Raming |
| 38               | Tirs | 29                  |                                                                            | Arbitrage : Roman Gofman et Jyri Rönn Chris Carlson et Stanislav Raming |

| 11 mai 2014 | Allemagne | 3-2 (1-1, 1-1, 1-0) | Lettonie | Minsk Arena 11 200 spectateurs |

| Feuille de match | Feuille de match | Feuille de match    | Feuille de match                                                                         | Feuille de match                                                    |
| ---------------- | --- | ------------------- | ---------------------------------------------------------------------------------------- | ------------------------------------------------------------------- |
|                  | M. Noebels (T. Oppenheimer, F. Hördler) — 12 min 15 s F. Mauer — 20 min 30 s (SN) T. Oppenheimer — 55 min 26 s (TP) | 1-0 1-1 2-1 2-2 3-2 | G.Pujacs (M. Rēdlihs, R. Ķēniņš) — 18 min 35 s (SN) M. Rēdlihs (R. Ķēniņš) — 27 min 15 s | Arbitrage : Steve Patafie et Jyri Rönn Pierre Dehaen et Jon Killian |
| Philipp Grubauer | Gardiens | Kristers Gudļevskis |                                                                                          | Arbitrage : Steve Patafie et Jyri Rönn Pierre Dehaen et Jon Killian |
| 4 min            | Pénalités | 6 min               |                                                                                          | Arbitrage : Steve Patafie et Jyri Rönn Pierre Dehaen et Jon Killian |
| 33               | Tirs | 21                  |                                                                                          | Arbitrage : Steve Patafie et Jyri Rönn Pierre Dehaen et Jon Killian |

| 11 mai 2014 | Biélorussie | 4-1 (0-1, 2-0, 2-0) | Kazakhstan | Minsk Arena 13 734 spectateurs |

| Feuille de match | Feuille de match | Feuille de match    | Feuille de match                             | Feuille de match                                                           |
| ---------------- | --- | ------------------- | -------------------------------------------- | -------------------------------------------------------------------------- |
|                  | A. Stepanov (M. Grabovski) — 22 min 46 s (SN) N. Stassenko (A. Stepanov, R. Graborenko) — 30 min 8 s S. Kostitsyne (A. Iefimenko, O. Ievenko) — 41 min 25 s (IN) A. Kalioujny (V. Denissov, S. Kostitsyne) — 59 min 56 s (CV) | 0-1 1-1 2-1 3-1 4-1 | A. Gavriline (A. Vassiltchenko) — 4 min 12 s | Arbitrage : Lars Brüggemann et Keith Kaval Jimmy Dahmen et Joep Leermakers |
| Vitali Koval     | Gardiens | Vitali Ieremeïev    |                                              | Arbitrage : Lars Brüggemann et Keith Kaval Jimmy Dahmen et Joep Leermakers |
| 12 min           | Pénalités | 12 min              |                                              | Arbitrage : Lars Brüggemann et Keith Kaval Jimmy Dahmen et Joep Leermakers |
| 29               | Tirs | 20                  |                                              | Arbitrage : Lars Brüggemann et Keith Kaval Jimmy Dahmen et Joep Leermakers |

| 11 mai 2014 | Finlande | 2-4 (1-2, 1-2, 0-0) | Russie | Minsk Arena 13 934 spectateurs |

| Feuille de match | Feuille de match                                                                                                | Feuille de match        | Feuille de match | Feuille de match                                                        |
| ---------------- | --- | ----------------------- | --- | ----------------------------------------------------------------------- |
|                  | J. Hietanen (P. Kontiola, J. Lehterä) — 9 min 13 s (SN) J. Karalahti (O. Jokinen, V. Lajunen) — 39 min 8 s (SN) | 0-1 0-2 1-2 1-3 1-4 2-4 | V. Tikhonov (A. Belov, S. Kalinine) — 1 min 39 s A. Ovetchkine (D. Zaripov, D. Orlov) — 4 min 38 s (2 SN) N. Kouliomine — 22 min 42 s (IN) S. Kalinine (D. Zaripov, V. Tikhonov) — 34 min 40 s | Arbitrage : Mikael Nord et Marcus Vinnerborg Justin Hull et Vit Lederer |
| Mikko Koskinen   | Gardiens | Sergueï Bobrovski       | | Arbitrage : Mikael Nord et Marcus Vinnerborg Justin Hull et Vit Lederer |
| 22 min           | Pénalités | 14 min                  | | Arbitrage : Mikael Nord et Marcus Vinnerborg Justin Hull et Vit Lederer |
| 36               | Tirs | 26                      | | Arbitrage : Mikael Nord et Marcus Vinnerborg Justin Hull et Vit Lederer |

| 12 mai 2014 | Suisse | 3-4 (2-1, 0-1, 1-2) | Biélorussie | Minsk Arena 13 207 spectateurs |

| Feuille de match | Feuille de match | Feuille de match            | Feuille de match | Feuille de match                                                            |
| ---------------- | --- | --------------------------- | --- | --------------------------------------------------------------------------- |
|                  | Y. Weber (D. Brunner, R. Josi) — 6 min 13 s (SN) R. Schäppi — 17 min 41 s (IN) E. Froidevaux (M. Seger) — 43 min 59 s | 0–1 1–1 2–1 2–2 3–2 3–3 3–4 | S. Kostitsyne — 5 min 32 s (IN) A. Stas (D. Korobov, G. Platt) — 23 min 6 s S. Kostitsyne (A. Kalioujny, M. Grabovski) — 49 min 49 s M. Grabovski — 57 min 54 s | Arbitrage : Martin Fraňo et Daniel Piechaczek Jon Killian et Andre Schrader |
| Reto Berra       | Gardiens | Vitali Koval                | | Arbitrage : Martin Fraňo et Daniel Piechaczek Jon Killian et Andre Schrader |
| 10 min           | Pénalités | 28 min                      | | Arbitrage : Martin Fraňo et Daniel Piechaczek Jon Killian et Andre Schrader |
| 31               | Tirs | 23                          | | Arbitrage : Martin Fraňo et Daniel Piechaczek Jon Killian et Andre Schrader |

| 12 mai 2014 | Russie | 6-1 (2-0, 4-1, 0-0) | États-Unis | Minsk Arena 14 124 spectateurs |

| Feuille de match   | Feuille de match | Feuille de match            | Feuille de match                       | Feuille de match                                                               |
| ------------------ | --- | --------------------------- | -------------------------------------- | ------------------------------------------------------------------------------ |
|                    | N. Kouliomine (I. Medvedev, A. Anissimov) — 6 min 6 s A. Ovetchkine — 18 min 47 s (TP) V. Tikhonov (A. Ovetchkine, S. Plotnikov) — 20 min 20 s I. Kouznetsov (I. Dadonov) — 29 min 7 s S .Plotnikov (V. Tikhonov) — 31 min 7 s V. Tikhonov (A. Ovetchkine) — 39 min 14 s | 1-0 2-0 3-0 3-1 4-1 5-1 6-1 | J. Abdelkader (J. Petry) — 20 min 57 s | Arbitrage : Antonín Jeřábek et Vladimír Šindler Chris Carlson et Pierre Dehaen |
| Andreï Vassilevski | Gardiens | Tim Thomas David Leggio     |                                        | Arbitrage : Antonín Jeřábek et Vladimír Šindler Chris Carlson et Pierre Dehaen |
| 16 min             | Pénalités | 12 min                      |                                        | Arbitrage : Antonín Jeřábek et Vladimír Šindler Chris Carlson et Pierre Dehaen |
| 23                 | Tirs | 40                          |                                        | Arbitrage : Antonín Jeřábek et Vladimír Šindler Chris Carlson et Pierre Dehaen |

| 13 mai 2014 | Allemagne | 0-4 (0-2, 0-2, 0-0) | Finlande | Minsk Arena 10 959 spectateurs |

| Feuille de match | Feuille de match | Feuille de match | Feuille de match | Feuille de match                                                              |
| ---------------- | ---------------- | ---------------- | --- | ----------------------------------------------------------------------------- |
|                  |                  | 0-1 0-2 0-3 0-4  | P. Kontiola (J. Lehterä) — 9 min 33 s J. Immonen (V. Lajunen, T. Huhtala) — 14 min 16 s O. Palola (P. Kontiola) — 31 min 54 s L. Komarov (J. Karalahti, A. Ohtamaa) — 32 min 24 s | Arbitrage : Martin Fraňo et Konstantin Olenine Justin Hull et Miroslav Valach |
| Rob Zepp         | Gardiens         | Pekka Rinne      | | Arbitrage : Martin Fraňo et Konstantin Olenine Justin Hull et Miroslav Valach |
| 8 min            | Pénalités        | 6 min            | | Arbitrage : Martin Fraňo et Konstantin Olenine Justin Hull et Miroslav Valach |
| 20               | Tirs             | 29               | | Arbitrage : Martin Fraňo et Konstantin Olenine Justin Hull et Miroslav Valach |

| 13 mai 2014 | Kazakhstan | 4-5 (2-1, 2-3, 0-1) | Lettonie | Minsk Arena 10 870 spectateurs |

| Feuille de match | Feuille de match | Feuille de match                    | Feuille de match | Feuille de match                                                             |
| ---------------- | --- | ----------------------------------- | --- | ---------------------------------------------------------------------------- |
|                  | T. Jaïlaouov (M. Semionov, V. Krasnoslobodtsev) — 4 min 43 s I. Rymarev (N. Antropov, R. Savtchenko) — 19 min 45 s N. Antropov (K. Dallman) — 39 min 11 s (2 SN) I. Blokhine (N. Antropov, K. Dallman) — 39 min 55 s (SN) | 0-1 1-1 2-1 2-2 2-3 2-4 3-4 4-4 4-5 | M. Indrašis (J. Štāls, J. Rēdlihs) — 1 min 15 s A. Kulda (M. Rēdlihs, R. Ķēniņš) — 23 min 41 s A. Kulda (M. Indrašis) — 29 min 51 s (SN) M. Rēdlihs (K. Sotnieks, K. Daugaviņš) — 34 min 7 s J. Štāls (G. Galviņš) — 43 min 22 s | Arbitrage : Igor Dremelj et Marcus Vinnerborg Vit Lederer et Joep Leermakers |
| Vitali Ieremeïev | Gardiens | Edgars Masaļskis                    | | Arbitrage : Igor Dremelj et Marcus Vinnerborg Vit Lederer et Joep Leermakers |
| 8 min            | Pénalités | 18 min                              | | Arbitrage : Igor Dremelj et Marcus Vinnerborg Vit Lederer et Joep Leermakers |
| 29               | Tirs | 27                                  | | Arbitrage : Igor Dremelj et Marcus Vinnerborg Vit Lederer et Joep Leermakers |

| 14 mai 2014 | Suisse | 3-2 (1-1, 2-1, 0-0) | Allemagne | Minsk Arena 11 628 spectateurs |

| Feuille de match | Feuille de match | Feuille de match    | Feuille de match                                                                                          | Feuille de match                                                          |
| ---------------- | --- | ------------------- | --- | ------------------------------------------------------------------------- |
|                  | D. Brunner (R. Josi, Y. Weber) — 12 min 17 s (SN) D. Hollenstein (R. Josi, L. Cunti) — 32 min 13 s K. Romy (D. Brunner, S. Moser) — 36 min 27 s | 1–0 1–1 2–1 3–1 3–2 | T. Oppenheimer (F. Hördler, K. Hospelt) — 13 min 57 s T. Oppenheimer (S. Akdag, K. Hospelt) — 38 min 52 s | Arbitrage : Steve Patafie et Aleksi Rantala Jon Killian et Anton Semjonov |
| Reto Berra       | Gardiens | Rob Zepp            | | Arbitrage : Steve Patafie et Aleksi Rantala Jon Killian et Anton Semjonov |
| 25 min           | Pénalités | 24 min              | | Arbitrage : Steve Patafie et Aleksi Rantala Jon Killian et Anton Semjonov |
| 6                | Tirs | 6                   | | Arbitrage : Steve Patafie et Aleksi Rantala Jon Killian et Anton Semjonov |

| 14 mai 2014 | Russie | 7-2 (1-0, 3-0, 3-2) | Kazakhstan | Minsk Arena 12 299 spectateurs |

| Feuille de match  | Feuille de match | Feuille de match                    | Feuille de match                                                                                | Feuille de match                                                             |
| ----------------- | --- | ----------------------------------- | ----------------------------------------------------------------------------------------------- | ---------------------------------------------------------------------------- |
|                   | S. Plotnikov (V. Tikhonov, A. Ovetchkine) — 14 min 24 s (SN) I. Iakovlev (D. Zaripov, A. Belov) — 22 min 7 s (SN) D. Zaripov (V. Tikhonov, S. Plotnikov) — 23 min 25 s (SN) N. Kouliomine — 31 min 14 s V. Tikhonov (S. Plotnikov, A. Ovetchkine) — 41 min 5 s S. Plotnikov (V. Tikhonov, D. Zaripov) — 59 min 17 s (SN) A. Bourmistrov (I. Kouznetsov, I. Dadonov) — 59 min 54 s | 1–0 2–0 3–0 4–0 5-0 5-1 5-2 6-2 7-2 | Panchine (Dallman, Antropov) — 49 min 31 s A. Spiridonov (I. Blokhine, A. Ivanov) — 53 min 33 s | Arbitrage : Daniel Piechaczek et Jyri Rönn Andre Schrader et Sakari Suominen |
| Sergueï Bobrovski | Gardiens | Alekseï Ivanov                      |                                                                                                 | Arbitrage : Daniel Piechaczek et Jyri Rönn Andre Schrader et Sakari Suominen |
| 4 min             | Pénalités | 12 min                              |                                                                                                 | Arbitrage : Daniel Piechaczek et Jyri Rönn Andre Schrader et Sakari Suominen |
| 47                | Tirs | 18                                  |                                                                                                 | Arbitrage : Daniel Piechaczek et Jyri Rönn Andre Schrader et Sakari Suominen |

| 15 mai 2014 | États-Unis | 5-6 (1-2, 2-1, 2-3) | Lettonie | Minsk Arena 11 814 spectateurs |

| Feuille de match | Feuille de match | Feuille de match                            | Feuille de match | Feuille de match                                                                          |
| ---------------- | --- | ------------------------------------------- | --- | ----------------------------------------------------------------------------------------- |
|                  | C. Smith (J. Gardiner) — 16 min 39 s B. Nelson (S. Jones) — 28 min 58 s (SN) T. Johnson (C. Smith, J. Trouba) — 31 min (SN) S. Jones (J. Abdelkader) — 53 min 26 s B. Nelson (J. Gaudreau, S. Jones) — 58 min 30 s | 0–1 1–1 1–2 1–3 2–3 3–3 3–4 4–4 4–5 4–6 5–6 | G. Meija (A. Bērziņš) — 5 min 39 s M. Rēdlihs (R. Ķēniņš, K. Daugaviņš) — 18 min 57 s A. Ņiživijs (H. Vasiļjevs) — 28 min 8 s (SN) K. Daugaviņš (J. Rēdlihs) — 51 min 25 s Z. Girgensons (G. Meija) — 54 min 35 s H. Vasiļjevs (M. Cipulis) — 57 min 39 s | Arbitrage : Viatcheslav Boulanov et Konstantin Olenine Joep Leermakers et Miroslav Valach |
| Tim Thomas       | Gardiens | Kristers Gudļevskis                         | | Arbitrage : Viatcheslav Boulanov et Konstantin Olenine Joep Leermakers et Miroslav Valach |
| 20 min           | Pénalités | 16 min                                      | | Arbitrage : Viatcheslav Boulanov et Konstantin Olenine Joep Leermakers et Miroslav Valach |
| 36               | Tirs | 25                                          | | Arbitrage : Viatcheslav Boulanov et Konstantin Olenine Joep Leermakers et Miroslav Valach |

| 15 mai 2014 | Finlande | 2-0 (1-0, 0-0, 1-0) | Biélorussie | Minsk Arena 14 447 spectateurs |

| Feuille de match | Feuille de match                                                                                         | Feuille de match | Feuille de match | Feuille de match                                                       |
| ---------------- | --- | ---------------- | ---------------- | ---------------------------------------------------------------------- |
|                  | P. Kontiola (T. Mäntylä, P. Rinne) — 16 min 30 s P. Kontiola (J. Lehterä, O. Jokinen) — 59 min 44 s (SN) | 1-0 2-0          |                  | Arbitrage : Lars Brüggemann et Keith Kaval Jimmy Dahmen et Vit Lederer |
| Pekka Rinne      | Gardiens                                                                                                 | Kevin Lalande    |                  | Arbitrage : Lars Brüggemann et Keith Kaval Jimmy Dahmen et Vit Lederer |
| 12 min           | Pénalités                                                                                                | 8 min            |                  | Arbitrage : Lars Brüggemann et Keith Kaval Jimmy Dahmen et Vit Lederer |
| 15               | Tirs | 15               |                  | Arbitrage : Lars Brüggemann et Keith Kaval Jimmy Dahmen et Vit Lederer |

| 16 mai 2014 | États-Unis | 4-3 (pr) (1-1, 2-1, 0-1, 1-0) | Kazakhstan | Minsk Arena 10 779 spectateurs |

| Feuille de match | Feuille de match | Feuille de match            | Feuille de match | Feuille de match                                                         |
| ---------------- | --- | --------------------------- | --- | ------------------------------------------------------------------------ |
|                  | C. Smith (B. Nelson, S. Jones) — 18 min 38 s (SN) S. Jones (C. Smith) — 23 min 44 s (SN) M. Donovan (J. Gaudreau) — 35 min 2 s S. Jones (D. DeKeyser, J. Gaudreau) — 61 min 5 s | 0–1 1–1 1–2 2–2 3–2 3–3 4–3 | R. Startchenko (D. Oupper, K. Dallman) — 14 min 23 s (SN) K. Romanov (M. Panchine, A. Lakiza) — 21 min 21 s R. Startchenko (N. Antropov) — 53 min 10 s | Arbitrage : Mikael Nord et Maksim Sidorenko Nicolas Fluri et Vit Lederer |
| Tim Thomas       | Gardiens | Alekseï Ivanov              | | Arbitrage : Mikael Nord et Maksim Sidorenko Nicolas Fluri et Vit Lederer |
| 8 min            | Pénalités | 14 min                      | | Arbitrage : Mikael Nord et Maksim Sidorenko Nicolas Fluri et Vit Lederer |
| 40               | Tirs | 25                          | | Arbitrage : Mikael Nord et Maksim Sidorenko Nicolas Fluri et Vit Lederer |

| 16 mai 2014 | Finlande | 3-2 (TB) (1-0, 1-0, 0-2, 0-0) | Suisse | Minsk Arena 12 630 spectateurs |

| Feuille de match | Feuille de match                                                                      | Feuille de match    | Feuille de match                                                                                     | Feuille de match                                                             |
| ---------------- | ------------------------------------------------------------------------------------- | ------------------- | --- | ---------------------------------------------------------------------------- |
|                  | T. Kivisto (J. Immonen, M. Salomäki) — 5 min 14 s O. Jokinen (E. Haula) — 32 min 26 s | 1-0 2-0 2-1 2-2 2-3 | R. Suri (K. Fiala) — 41 min 57 s R. Josi (K. Romy, R. Suri) — 56 min 35 s I. Pakarinen — 65 min (TB) | Arbitrage : Martin Fraňo et Antonín Jeřábek Ivan Dedioulia et Andre Schrader |
| Pekka Rinne      | Gardiens                                                                              | Reto Berra          | | Arbitrage : Martin Fraňo et Antonín Jeřábek Ivan Dedioulia et Andre Schrader |
| 2 min            | Pénalités                                                                             | 4 min               | | Arbitrage : Martin Fraňo et Antonín Jeřábek Ivan Dedioulia et Andre Schrader |
| 25               | Tirs                                                                                  | 28                  | | Arbitrage : Martin Fraňo et Antonín Jeřábek Ivan Dedioulia et Andre Schrader |

| 17 mai 2014 | Lettonie | 1-4 (1-3, 0-1, 0-0) | Russie | Minsk Arena 14 427 spectateurs |

| Feuille de match    | Feuille de match                    | Feuille de match    | Feuille de match | Feuille de match                                                            |
| ------------------- | ----------------------------------- | ------------------- | --- | --------------------------------------------------------------------------- |
|                     | M. Indrašis (J. Štāls) — 7 min 30 s | 1-0 1-1 1-2 1-3 1-4 | V. Tikhonov — 10 min 55 s S. Chirokov (I. Medvedev, V. Tikhonov) — 15 min 23 s V. Tikhonov (S. Plotnikov, A. Ovetchkine) — 18 min 12 s (SN) S. Kalinine (A. Koutouzov) — 28 min 4 s | Arbitrage : Lars Brüggemann et Aleksi Rantala Paul Carnathan et Jon Killian |
| Kristers Gudļevskis | Gardiens                            | Sergueï Bobrovski   | | Arbitrage : Lars Brüggemann et Aleksi Rantala Paul Carnathan et Jon Killian |
| 33 min              | Pénalités                           | 6 min               | | Arbitrage : Lars Brüggemann et Aleksi Rantala Paul Carnathan et Jon Killian |
| 15                  | Tirs                                | 43                  | | Arbitrage : Lars Brüggemann et Aleksi Rantala Paul Carnathan et Jon Killian |

| 17 mai 2014 | Biélorussie | 5-2 (1-2, 1-0, 3-0) | Allemagne | Minsk Arena 14 478 spectateurs |

| Feuille de match           | Feuille de match | Feuille de match            | Feuille de match                                                    | Feuille de match                                                              |
| -------------------------- | --- | --------------------------- | ------------------------------------------------------------------- | ----------------------------------------------------------------------------- |
|                            | A. Stepanov (M. Grabovski, A. Kalioujny) — 15 min 27 s (SN) A. Ougarov (A. Stepanov) — 34 min 23 s M. Grabovski (S. Kostitsyne, A. Kalioujny) — 42 min 55 s G. Platt (N. Stassenko, A. Stas) — 44 min 5 s M. Grabovski (S. Kostitsyne) — 49 min 54 s | 0–1 0–2 1–2 2-2 3–2 4–2 5–2 | K. Hospelt — 8 min 4 s A. Barta (F. Schütz, F. Mauer) — 11 min 53 s | Arbitrage : Roman Gofman et Marcus Vinnerborg Jimmy Dahmen et Sakari Suominen |
| Vitali Koval Kevin Lalande | Gardiens | Rob Zepp                    |                                                                     | Arbitrage : Roman Gofman et Marcus Vinnerborg Jimmy Dahmen et Sakari Suominen |
| 29 min                     | Pénalités | 2 min                       |                                                                     | Arbitrage : Roman Gofman et Marcus Vinnerborg Jimmy Dahmen et Sakari Suominen |
| 16                         | Tirs | 19                          |                                                                     | Arbitrage : Roman Gofman et Marcus Vinnerborg Jimmy Dahmen et Sakari Suominen |

| 17 mai 2014 | Suisse | 6-2 (2-0, 2-0, 2-2) | Kazakhstan | Minsk Arena 11 739 spectateurs |

| Feuille de match | Feuille de match | Feuille de match                | Feuille de match | Feuille de match                                                         |
| ---------------- | --- | ------------------------------- | --- | ------------------------------------------------------------------------ |
|                  | D. Kukan — 9 min 44 s (IN) D. Hollenstein (M. Seger, A. Ambühl) — 14 min 6 s (SN) Y. Weber (R. Josi) — 27 min 22 s (SN) A. Ambühl (D. Hollenstein) — 37 min 33 s (SN) L. Cunti (R. Josi, S. Moser) — 43 min 16 s (SN) E. Blum (L. Cunti, D. Brunner) — 46 min 5 s | 1–0 2–0 3-0 4-0 5-0 6-0 6-1 6-2 | V. Krasnoslobodtsev (K. Dallman, I. Blokhine) — 50 min 22 s (SN) I. Rymarev (V. Krasnoslobodtsev, I. Blokhine) — 59 min 32 s (SN) | Arbitrage : Igor Dremelj et Martin Fraňo Ivan Dedioulia et Pierre Dehaen |
| Reto Berra       | Gardiens | Vitali Ieremeïev Alekseï Ivanov | | Arbitrage : Igor Dremelj et Martin Fraňo Ivan Dedioulia et Pierre Dehaen |
| 12 min           | Pénalités | 45 min                          | | Arbitrage : Igor Dremelj et Martin Fraňo Ivan Dedioulia et Pierre Dehaen |
| 40               | Tirs | 25                              | | Arbitrage : Igor Dremelj et Martin Fraňo Ivan Dedioulia et Pierre Dehaen |

| 18 mai 2014 | États-Unis | 3-1 (1-0, 0-0, 2-1) | Finlande | Minsk Arena 13 030 spectateurs |

| Feuille de match | Feuille de match                                                                                                   | Feuille de match | Feuille de match                                | Feuille de match                                                                   |
| ---------------- | --- | ---------------- | ----------------------------------------------- | ---------------------------------------------------------------------------------- |
|                  | B. Nelson (S. Jones) — 19 s T. Johnson (C. Smith, S. Jones) — 46 min 42 s T. Johnson (D. Shore) — 59 min 14 s (CV) | 1-0 2-0 2-1 3-1  | T. Mäntylä (J. Immonen, Hietanen) — 56 min 46 s | Arbitrage : Lars Brüggemann et Viatcheslav Boulanov Justin Hull et Miroslav Valach |
| Tim Thomas       | Gardiens | Pekka Rinne      |                                                 | Arbitrage : Lars Brüggemann et Viatcheslav Boulanov Justin Hull et Miroslav Valach |
| 10 min           | Pénalités | 8 min            |                                                 | Arbitrage : Lars Brüggemann et Viatcheslav Boulanov Justin Hull et Miroslav Valach |
| 24               | Tirs | 23               |                                                 | Arbitrage : Lars Brüggemann et Viatcheslav Boulanov Justin Hull et Miroslav Valach |

| 18 mai 2014 | Russie | 3-0 (0-0, 0-0, 3-0) | Allemagne | Minsk Arena 14 021 spectateurs |

| Feuille de match   | Feuille de match | Feuille de match | Feuille de match | Feuille de match                                                            |
| ------------------ | --- | ---------------- | ---------------- | --------------------------------------------------------------------------- |
|                    | V. Chipatchiov (I. Iakovlev, S. Plotnikov) — 43 min 58 s (SN) S. Chirokov (D.Zaripov, A. Anissimov) — 50 min 10 s V. Tikhonov (A. Anissimov) — 59 min 15 s (CV) | 1-0 2-0 3-0      |                  | Arbitrage : Igor Dremelj et Vladimír Šindler Vit Lederer et Joep Leermakers |
| Andreï Vassilevski | Gardiens | Philipp Grubauer |                  | Arbitrage : Igor Dremelj et Vladimír Šindler Vit Lederer et Joep Leermakers |
| 8 min              | Pénalités | 12 min           |                  | Arbitrage : Igor Dremelj et Vladimír Šindler Vit Lederer et Joep Leermakers |
| 31                 | Tirs | 27               |                  | Arbitrage : Igor Dremelj et Vladimír Šindler Vit Lederer et Joep Leermakers |

| 19 mai 2014 | Kazakhstan | 3-4 (2-2, 0-2, 1-0) | Finlande | Minsk Arena 12 119 spectateurs |

| Feuille de match | Feuille de match | Feuille de match            | Feuille de match | Feuille de match                                                      |
| ---------------- | --- | --------------------------- | --- | --------------------------------------------------------------------- |
|                  | I. Rymarev (F. Polichtchouk, V. Krasnoslobodtsev) — 14 min 32 s F. Polichtchouk (I. Rymarev, V. Krasnoslobodtsev) — 15 min 51 s (SN) K. Romanov (T. Jaïlaouov) — 59 min 31 s (SN) | 0-1 1-1 2-1 2-2 2-3 2-4 3-4 | O. Palola (J. Lehterä, L. Komarov) — 7 min 53 s (SN) J. Lehterä (J. Karalahti) — 19 min 18 s O. Jokinen (P. Kontiola, T. Mäntylä) — 27 min 24 s (SN) J. Immonen (O. Jokinen, P. Jormakka) — 39 min 57 s | Arbitrage : Mikael Nord et Steve Patafie Pierre Dehaen et Jon Killian |
| Alekseï Ivanov   | Gardiens | Pekka Rinne                 | | Arbitrage : Mikael Nord et Steve Patafie Pierre Dehaen et Jon Killian |
| 8 min            | Pénalités | 14 min                      | | Arbitrage : Mikael Nord et Steve Patafie Pierre Dehaen et Jon Killian |
| 28               | Tirs | 33                          | | Arbitrage : Mikael Nord et Steve Patafie Pierre Dehaen et Jon Killian |

| 19 mai 2014 | Lettonie | 1-3 (0-2, 1-0, 0-1) | Biélorussie | Minsk Arena 14 531 spectateurs |

| Feuille de match | Feuille de match                          | Feuille de match | Feuille de match | Feuille de match                                                          |
| ---------------- | ----------------------------------------- | ---------------- | --- | ------------------------------------------------------------------------- |
|                  | A. Kulda (A. Ņiživijs) — 33 min 49 s (SN) | 0-1 0-2 1-2 1-3  | G. Platt (R. Graborenko, A. Stas) — 8 min 7 s M. Grabovski (A.Kalioujny, D. Korobov) — 8 min 40 s S. Kostitsyne — 59 min 59 s (CV) | Arbitrage : Antonín Jeřábek et Keith Kaval Chris Carlson et Masi Puolakka |
| Edgars Masaļskis | Gardiens                                  | Kevin Lalande    | | Arbitrage : Antonín Jeřábek et Keith Kaval Chris Carlson et Masi Puolakka |
| 44 min           | Pénalités                                 | 18 min           | | Arbitrage : Antonín Jeřábek et Keith Kaval Chris Carlson et Masi Puolakka |
| 19               | Tirs                                      | 16               | | Arbitrage : Antonín Jeřábek et Keith Kaval Chris Carlson et Masi Puolakka |

| 20 mai 2014 | Allemagne | 4-5 (0-0, 3-3, 1-2) | États-Unis | Minsk Arena 11 845 spectateurs |

| Feuille de match     | Feuille de match | Feuille de match                    | Feuille de match | Feuille de match                                                              |
| -------------------- | --- | ----------------------------------- | --- | ----------------------------------------------------------------------------- |
|                      | A. Weiss — 23 min 32 s K. Hospelt (T. Oppenheimer, L. Draisaitl) — 30 min 29 s (SN) L. Draisaitl (T. Ankert) — 35 min 13 s T. Rieder (L. Draisaitl, K. Hospelt) — 58 min 3 s (SN) | 0-1 1-1 1-2 2-2 2-3 3-3 3-4 3-5 4-5 | J. Abdelkader (T. Stapleton, J. Gaudreau) — 21 min 44 s D. Shore (J. Petry) — 27 min 18 s (IN) M. Donovan (J. Gaudreau, J. Gardiner) — 32 min 53 s (SN) J. Gaudreau (J. Gardiner) — 42 min 24 s (SN) J. Abdelkader (J. Gaudreau) — 55 min 44 s | Arbitrage : Viatcheslav Boulanov et Martin Fraňo Nicolas Fluri et Jon Killian |
| Danny aus den Birken | Gardiens | Tim Thomas                          | | Arbitrage : Viatcheslav Boulanov et Martin Fraňo Nicolas Fluri et Jon Killian |
| 8 min                | Pénalités | 14 min                              | | Arbitrage : Viatcheslav Boulanov et Martin Fraňo Nicolas Fluri et Jon Killian |
| 28                   | Tirs | 36                                  | | Arbitrage : Viatcheslav Boulanov et Martin Fraňo Nicolas Fluri et Jon Killian |

| 20 mai 2014 | Lettonie | 2-3 (0-2, 1-1, 1-0) | Suisse | Minsk Arena 12 868 spectateurs |

| Feuille de match    | Feuille de match                                                                                     | Feuille de match    | Feuille de match | Feuille de match                                                           |
| ------------------- | --- | ------------------- | --- | -------------------------------------------------------------------------- |
|                     | K. Jass (A. Džeriņš, A. Kulda) — 21 min 57 s Z. Girgensons (K. Sotnieks, H. Vasiļjevs) — 57 min 37 s | 0-1 0-2 0-3 1-3 2-3 | D. Brunner (L. Cunti, D. Hollenstein) — 8 min 39 s D. Schlumpf (A. Ambühl) — 10 min 49 s Y. Weber (R. Josi, A. Ambühl) — 20 min 27 s | Arbitrage : Jyri Rönn et Marcus Vinnerborg Jimmy Dahmen et Miroslav Valach |
| Kristers Gudļevskis | Gardiens                                                                                             | Reto Berra          | | Arbitrage : Jyri Rönn et Marcus Vinnerborg Jimmy Dahmen et Miroslav Valach |
| 8 min               | Pénalités                                                                                            | 12 min              | | Arbitrage : Jyri Rönn et Marcus Vinnerborg Jimmy Dahmen et Miroslav Valach |
| 28                  | Tirs                                                                                                 | 26                  | | Arbitrage : Jyri Rönn et Marcus Vinnerborg Jimmy Dahmen et Miroslav Valach |

| 20 mai 2014 | Russie | 2-1 (0-0, 2-0, 0-1) | Biélorussie | Minsk Arena 14 679 spectateurs |

| Feuille de match  | Feuille de match                                                                                          | Feuille de match           | Feuille de match                                   | Feuille de match                                                           |
| ----------------- | --- | -------------------------- | -------------------------------------------------- | -------------------------------------------------------------------------- |
|                   | S. Plotnikov (V. Chipatchiov, V. Tikhonov) — 32 min 46 s (SN) V. Chipatchiov (S. Plotnikov) — 35 min 47 s | 1-0 2-0 2-1                | V. Denissov (A. Kitarau, D. Korobov) — 45 min 49 s | Arbitrage : Mikael Nord et Steve Patafie Paul Carnathan et Sakari Suominen |
| Sergueï Bobrovski | Gardiens                                                                                                  | Vitali Koval Kevin Lalande |                                                    | Arbitrage : Mikael Nord et Steve Patafie Paul Carnathan et Sakari Suominen |
| 10 min            | Pénalités                                                                                                 | 8 min                      |                                                    | Arbitrage : Mikael Nord et Steve Patafie Paul Carnathan et Sakari Suominen |
| 27                | Tirs | 20                         |                                                    | Arbitrage : Mikael Nord et Steve Patafie Paul Carnathan et Sakari Suominen |

##### Classement
| Clt   | Équipe      | PJ | V | VP | D | DP | BP | BC | Diff | Pts |
| ----- | ----------- | -- | - | -- | - | -- | -- | -- | ---- | --- |
| +001, | Russie      | 7  | 7 | 0  | 0 | 0  | 31 | 7  | +24  | 21  |
| +002, | États-Unis  | 7  | 4 | 1  | 2 | 0  | 27 | 23 | +4   | 14  |
| +003, | Biélorussie | 7  | 4 | 0  | 3 | 0  | 18 | 17 | +1   | 12  |
| +004, | Finlande    | 7  | 3 | 1  | 3 | 0  | 18 | 15 | +3   | 11  |
| +005, | Suisse      | 7  | 3 | 0  | 3 | 1  | 19 | 21 | -2   | 10  |
| +006, | Lettonie    | 7  | 3 | 0  | 4 | 0  | 20 | 24 | -4   | 9   |
| +007, | Allemagne   | 7  | 1 | 1  | 4 | 0  | 13 | 23 | -10  | 5   |
| +008, | Kazakhstan  | 7  | 0 | 0  | 5 | 2  | 16 | 32 | -16  | 2   |

- Qualifié pour les quarts de finale
- Relégué en division 1A

### Phase finale
|  | Quarts de finale | Quarts de finale |          |          | Demi-finales           | Demi-finales           |   |  | Finale | Finale |
|  | Quarts de finale | Quarts de finale |          |          | Demi-finales           | Demi-finales           |   |  | Finale | Finale |
|  |                  |                  |          |          |                        |                        |   |  |        |        |
|  | 22 mai           | 22 mai           |          |          | 24 mai                 | 24 mai                 |   |  | 25 mai | 25 mai |
|  | 22 mai           | 22 mai           |          |          | 24 mai                 | 24 mai                 |   |  | 25 mai | 25 mai |
|  | Canada           | 2                |          |          | 24 mai                 | 24 mai                 |   |  | 25 mai | 25 mai |
|  | Canada           | 2                |          |          | 24 mai                 | 24 mai                 |   |  | 25 mai | 25 mai |
|  | Finlande         | 3                |          |          | 24 mai                 | 24 mai                 |   |  | 25 mai | 25 mai |
|  | Finlande         | 3                | Finlande | 3        |                        |                        |   |  | 25 mai | 25 mai |
|  | 22 mai           |                  | Finlande | 3        |                        |                        |   |  | 25 mai | 25 mai |
|  |                  | Tchéquie         | 0        |          |                        |                        |   |  | 25 mai | 25 mai |
|  | États-Unis       | Tchéquie         | 0        | 3        |                        |                        |   |  | 25 mai | 25 mai |
|  | États-Unis       |                  |          | 3        |                        |                        |   |  | 25 mai | 25 mai |
|  | Tchéquie         | 4                |          |          |                        |                        |   |  | 25 mai | 25 mai |
|  | Tchéquie         | 4                | Finlande | 2        |                        |                        |   |  |        |        |
|  | 22 mai           |                  | Finlande | 2        |                        |                        |   |  |        |        |
|  |                  | Russie           | 5        |          |                        |                        |   |  |        |        |
|  | Russie           | Russie           | 5        | 3        |                        |                        |   |  |        |        |
|  | Russie           | 24 mai           |          | 3        |                        |                        |   |  |        |        |
|  | France           | 0                |          |          |                        |                        |   |  |        |        |
|  | France           | 0                | Russie   | 3        |                        |                        |   |  |        |        |
|  | 22 mai           | 22 mai           | Russie   | 3        | Match pour la 3e place | Match pour la 3e place |   |  |        |        |
|  | 22 mai           | 22 mai           |          | Suède    | Match pour la 3e place | Match pour la 3e place | 1 |  |        |        |
|  | Suède            | 3                | 25 mai   | 25 mai   |                        |                        | 1 |  |        |        |
|  | Suède            | 3                | 25 mai   | 25 mai   |                        |                        |   |  |        |        |
|  | Biélorussie      | 2                |          | Tchéquie | 0                      |                        |   |  |        |        |
|  | Biélorussie      | 2                |          | Tchéquie | 0                      |                        |   |  |        |        |
|  |                  |                  |          |          |                        |                        |   |  | Suède  | 3      |
|  |                  |                  |          |          |                        |                        |   |  | Suède  | 3      |

#### Quarts de finale
| 22 mai 2014 | États-Unis | 3-4 (1-1, 0-3, 2-0) | Tchéquie | Tchyjowka-Arena 8 234 spectateurs |

| Feuille de match | Feuille de match | Feuille de match            | Feuille de match | Feuille de match                                                      |
| ---------------- | --- | --------------------------- | --- | --------------------------------------------------------------------- |
|                  | B. Nelson (P. Mueller, S. Jones) — 6 min 54 s (SN) T. Johnson (P. Mueller, S. Jones) — 58 min 50 s T. Johnson (P. Mueller, C. Smith) — 59 min 3 s | 1-0 1-1 1-2 1-3 1-4 2-4 3-4 | T. Rolinek — 9 min 25 s T. Hertl (J. Novotný) — 26 min 51 s (SN) R. Červenka (P. Zámorský, J. Kolář) — 28 min 6 s (SN) O. Němec (J. Novotný, J. Jágr) — 36 min 19 s (SN) | Arbitrage : Mikael Nord Marcus Vinnerborg Justin Hull Sakari Suominen |
| Tim Thomas       | Gardiens | Alexander Salák             | | Arbitrage : Mikael Nord Marcus Vinnerborg Justin Hull Sakari Suominen |
| 41 min           | Pénalités | 14 min                      | | Arbitrage : Mikael Nord Marcus Vinnerborg Justin Hull Sakari Suominen |
| 34               | Tirs | 33                          | | Arbitrage : Mikael Nord Marcus Vinnerborg Justin Hull Sakari Suominen |

| 22 mai 2014 | Russie | 3-0 (1-0, 1-0, 1-0) | France | Minsk Arena 14 011 spectateurs |

| Feuille de match  | Feuille de match | Feuille de match | Feuille de match | Feuille de match                                                  |
| ----------------- | --- | ---------------- | ---------------- | ----------------------------------------------------------------- |
|                   | A. Anissimov (I. Iakovlev) — 4 min 21 s I. Malkine (N. Kouliomine, V. Tikhonov) — 20 min 52 s (SN) A. Koutouzov (N. Kouliomine, I. Malkine) — 47 min 36 s | 1-0 2-0 3-0      |                  | Arbitrage : Antonín Jeřábek Keith Kaval Chris Carlson Vit Lederer |
| Sergueï Bobrovski | Gardiens | Cristobal Huet   |                  | Arbitrage : Antonín Jeřábek Keith Kaval Chris Carlson Vit Lederer |
| 12 min            | Pénalités | 18 min           |                  | Arbitrage : Antonín Jeřábek Keith Kaval Chris Carlson Vit Lederer |
| 28                | Tirs | 16               |                  | Arbitrage : Antonín Jeřábek Keith Kaval Chris Carlson Vit Lederer |

| 22 mai 2014 | Canada | 2-3 (0-1, 2-0, 0-2) | Finlande | Tchyjowka-Arena 8 671 spectateurs |

| Feuille de match | Feuille de match                                            | Feuille de match    | Feuille de match | Feuille de match                                                             |
| ---------------- | ----------------------------------------------------------- | ------------------- | --- | ---------------------------------------------------------------------------- |
|                  | K. Turris (M. Read) — 25 min 41 s M. Scheifele — 32 min 8 s | 0–1 1–1 2–1 2–2 2–3 | O. Palola (J. Hietanen, J. Lehterä) — 6 min 14 s (SN) J. Hietanen (J. Lehterä, P. Kontiola) — 40 min 28 s I. Pakarinen (J. Lehterä) — 56 min 52 s | Arbitrage : Lars Brüggemann Konstantin Olenine Paul Carnathan Andre Schrader |
| Ben Scrivens     | Gardiens                                                    | Pekka Rinne         | | Arbitrage : Lars Brüggemann Konstantin Olenine Paul Carnathan Andre Schrader |
| 6 min            | Pénalités                                                   | 12 min              | | Arbitrage : Lars Brüggemann Konstantin Olenine Paul Carnathan Andre Schrader |
| 38               | Tirs                                                        | 26                  | | Arbitrage : Lars Brüggemann Konstantin Olenine Paul Carnathan Andre Schrader |

| 22 mai 2014 | Suède | 3-2 (1-0, 1-2, 1-0) | Biélorussie | Minsk Arena 14 598 spectateurs |

| Feuille de match | Feuille de match | Feuille de match    | Feuille de match                                                                        | Feuille de match                                                        |
| ---------------- | --- | ------------------- | --------------------------------------------------------------------------------------- | ----------------------------------------------------------------------- |
|                  | N. Danielsson (M. Ekholm, L. Klasen) — 13 min 41 s (SN) M. Nygren (M. Backlund, J. Lindström) — 37 min 27 s (SN) M. Ekholm — 53 min 38 s | 1–0 1–1 1–2 2–2 3-2 | G. Platt (A. Kalioujny, O. Ievenko) — 25 min 39 s A. Iefimenko (G. Platt) — 34 min 14 s | Arbitrage : Viatcheslav Boulanov Jyri Rönn Pierre Dehaen Anton Semjonov |
| Anders Nilsson   | Gardiens | Kevin Lalande       |                                                                                         | Arbitrage : Viatcheslav Boulanov Jyri Rönn Pierre Dehaen Anton Semjonov |
| 6 min            | Pénalités | 8 min               |                                                                                         | Arbitrage : Viatcheslav Boulanov Jyri Rönn Pierre Dehaen Anton Semjonov |
| 25               | Tirs | 23                  |                                                                                         | Arbitrage : Viatcheslav Boulanov Jyri Rönn Pierre Dehaen Anton Semjonov |

#### Demi-finales
| 24 mai 2014 | Russie | 3-1 (2-1, 1-0, 0-0) | Suède | Minsk Arena 14 521 spectateurs |

| Feuille de match  | Feuille de match | Feuille de match | Feuille de match                             | Feuille de match                                                           |
| ----------------- | --- | ---------------- | -------------------------------------------- | -------------------------------------------------------------------------- |
|                   | S. Plotnikov (I. Medvedev, V. Chipatchiov) — 13 min 25 s S. Chirokov (D. Zaripov, I. Medvedev) — 18 min A. Belov (D. Zaripov, A. Ovetchkine) — 31 min 2 s | 0-1 1-1 2-1 3-1  | O. Möller (J. Lindström, M. Backlund) — 19 s | Arbitrage : Keith Kaval, Vladimir Sindler Sakari Suominen, Miroslav Valach |
| Sergueï Bobrovski | Gardiens | Anders Nilsson   |                                              | Arbitrage : Keith Kaval, Vladimir Sindler Sakari Suominen, Miroslav Valach |
| 10 min            | Pénalités | 37 min           |                                              | Arbitrage : Keith Kaval, Vladimir Sindler Sakari Suominen, Miroslav Valach |
| 34                | Tirs | 23               |                                              | Arbitrage : Keith Kaval, Vladimir Sindler Sakari Suominen, Miroslav Valach |

| 24 mai 2014 | Tchéquie | 0-3 (0-1, 0-1, 0-1) | Finlande | Minsk Arena 14 378 spectateurs |

| Feuille de match | Feuille de match | Feuille de match | Feuille de match | Feuille de match                                                               |
| ---------------- | ---------------- | ---------------- | --- | ------------------------------------------------------------------------------ |
|                  |                  | 0-1 0-2 0-3      | J. Lehterä (J. Hietanen, T. Mäntylä) — 8 min 57 s J. Immonen (P. Kontiola, J. Karalahti) — 31 min 2 s (SN) J. Lehterä (L. Komarov, J. Immonen) — 59 min 49 s (CV) | Arbitrage : Lars Brüggemann, Viatcheslav Boulanov Jimmy Dahmen, Anton Semjonov |
| Alexander Salák  | Gardiens         | Pekka Rinne      | | Arbitrage : Lars Brüggemann, Viatcheslav Boulanov Jimmy Dahmen, Anton Semjonov |
| 10 min           | Pénalités        | 6 min            | | Arbitrage : Lars Brüggemann, Viatcheslav Boulanov Jimmy Dahmen, Anton Semjonov |
| 20               | Tirs             | 26               | | Arbitrage : Lars Brüggemann, Viatcheslav Boulanov Jimmy Dahmen, Anton Semjonov |

#### Match pour la troisième place
| 25 mai 2014 | Suède | 3-0 (2-0, 0-0, 1-0) | Tchéquie | Minsk Arena 14 001 spectateurs |

| Feuille de match | Feuille de match | Feuille de match | Feuille de match | Feuille de match                                                             |
| ---------------- | --- | ---------------- | ---------------- | ---------------------------------------------------------------------------- |
|                  | J. Lindström (N. Andersén, O. Möller) — 4 min 28 s S. Hjalmarsson (M. Ekholm, N. Danielsson) — 15 min 44 s M. Backlund (E. Gustafsson, J. Lindström) — 48 min 22 s | 1-0 2-0 3-0      |                  | Arbitrage : Viatcheslav Boulanov, Jyri Rönn Sakari Suominen, Miroslav Valach |
| Anders Nilsson   | Gardiens | Alexander Salák  |                  | Arbitrage : Viatcheslav Boulanov, Jyri Rönn Sakari Suominen, Miroslav Valach |
| 14 min           | Pénalités | 10 min           |                  | Arbitrage : Viatcheslav Boulanov, Jyri Rönn Sakari Suominen, Miroslav Valach |
| 24               | Tirs | 29               |                  | Arbitrage : Viatcheslav Boulanov, Jyri Rönn Sakari Suominen, Miroslav Valach |

#### Finale
| 25 mai 2014 | Russie | 5-2 (1-1, 2-1, 2-0) | Finlande | Minsk Arena 15 112 spectateurs |

| Feuille de match  | Feuille de match | Feuille de match            | Feuille de match                                                                          | Feuille de match                                                       |
| ----------------- | --- | --------------------------- | ----------------------------------------------------------------------------------------- | ---------------------------------------------------------------------- |
|                   | S. Chirokov (D. Zaripov) — 10 min 45 s A. Ovetchkine (V. Chipatchiov) — 27 min 34 s I. Malkine (D. Zaripov) — 35 min 36 s D. Zaripov (S. Chirokov) — 44 min 24 s V. Tikhonov (A. Koutouzov, N. Kouliomine) — 55 min 53 s | 1-0 1-1 1-2 2-2 3-2 4-2 5-2 | I. Pakarinen (J. Lehterä) — 19 min 57 s O. Palola (P. Jormakka, J. Lehterä) — 26 min 51 s | Arbitrage : Lars Brüggemann, Keith Kaval Chris Carlson, Andre Schrader |
| Sergueï Bobrovski | Gardiens | Pekka Rinne                 |                                                                                           | Arbitrage : Lars Brüggemann, Keith Kaval Chris Carlson, Andre Schrader |
| 12 min            | Pénalités | 28 min                      |                                                                                           | Arbitrage : Lars Brüggemann, Keith Kaval Chris Carlson, Andre Schrader |
| 39                | Tirs | 26                          |                                                                                           | Arbitrage : Lars Brüggemann, Keith Kaval Chris Carlson, Andre Schrader |

### Classement final
| Place              | Équipe      |
| ------------------ | ----------- |
| Médaille d'or      | Russie      |
| Médaille d'argent  | Finlande    |
| Médaille de bronze | Suède       |
| 4                  | Tchéquie    |
| 5                  | Canada      |
| 6                  | États-Unis  |
| 7                  | Biélorussie |
| 8                  | France      |
| 9                  | Slovaquie   |
| 10                 | Suisse      |
| 11                 | Lettonie    |
| 12                 | Norvège     |
| 13                 | Danemark    |
| 14                 | Allemagne   |
| 15                 | Italie      |
| 16                 | Kazakhstan  |

### Médaillés
| Champions du monde Russie | Artiom Anissimov, Anton Belov, Sergueï Bobrovski, Aleksandr Bourmistrov, Anton Khoudobine, Ievgueni Dadonov, Denis Denissov, Iegor Iakovlev, Sergueï Kalinine, Nikolaï Kouliomine, Ievgueni Kouznetsov, Aleksandr Koutouzov, Andreï Loktionov, Ievgueni Malkine, Ievgueni Medvedev, Dmitri Orlov, Aleksandr Ovetchkine, Sergueï Plotnikov, Danis Zaripov, Vadim Chipatchiov, Sergueï Chirokov, Andreï Zoubarev, Maksim Tchoudinov, Viktor Tikhonov, Andreï Vassilevski Entraîneur : Oļegs Znaroks Entraîneurs assistants : Oleg Kouprianov, Igor Nikitine, Harijs Vītoliņš |

| Argent Finlande | Erik Haula, Juuso Hietanen, Tommi Huhtala, Jarkko Immonen, Olli Jokinen, Pekka Jormakka, Jere Karalahti, Tommi Kivistö, Leo Komarov, Petri Kontiola, Mikko Koskinen, Ville Lajunen, Jori Lehterä, Tuukka Mäntylä, Jyri Marttinen, Atte Ohtamaa, Iiro Pakarinen, Olli Palola, Pekka Rinne, Jere Sallinen, Tomi Sallinen, Miikka Salomäki, Juuse Saros, Veli-Matti Savinainen, Petteri Wirtanen Entraîneur : Erkka Westerlund Entraîneurs assistants : Lauri Marjamäki, Ari Moisanen, Hannu Virta |

| Bronze Suède | Jonas Ahnelöv, Niclas Andersén, Dick Axelsson, Mikael Backlund, Niclas Burström, Nicklas Danielsson, Mattias Ekholm, Jimmie Ericsson, Joacim Eriksson, Tim Erixon, Johan Fransson, Erik Gustafsson, Simon Hjalmarsson, Calle Järnkrok, Linus Klasen, Joakim Lindström, Joel Lundqvist, Oscar Möller, Anders Nilsson, Magnus Nygren, Gustav Nyquist, Daniel Rahimi, Dennis Rasmussen, Mattias Sjögren, Linus Ullmark Entraîneur : Pär Mårts Entraîneurs assistants : Rikard Grönborg, Peter Popovic |

### Honneurs individuels
- Meilleur gardien : Sergueï Bobrovski (Russie)
- Meilleur défenseur : Seth Jones (États-Unis)
- Meilleur attaquant : Viktor Tikhonov (Russie)

- Équipe type des médias :

| Gardien | Pekka Rinne (Finlande)     | Pekka Rinne (Finlande)     | Pekka Rinne (Finlande)   | Pekka Rinne (Finlande)   | Pekka Rinne (Finlande)   | Pekka Rinne (Finlande)   |
| Défense | Seth Jones (États-Unis)    | Seth Jones (États-Unis)    | Seth Jones (États-Unis)  | Anton Belov (Russie)     | Anton Belov (Russie)     | Anton Belov (Russie)     |
| Attaque | Sergueï Plotnikov (Russie) | Sergueï Plotnikov (Russie) | Viktor Tikhonov (Russie) | Viktor Tikhonov (Russie) | Antoine Roussel (France) | Antoine Roussel (France) |

- Meilleur joueur (médias) : Pekka Rinne (Finlande)

### Statistiques individuelles

#### Meilleurs pointeurs
| Clt | Joueur               | Équipe     | PJ | B | A  | Pts | Pun | +/- |
| --- | -------------------- | ---------- | -- | - | -- | --- | --- | --- |
| 1   | Viktor Tikhonov      | Russie     | 10 | 8 | 8  | 16  | 10  | +10 |
| 2   | Danis Zaripov        | Russie     | 10 | 3 | 10 | 13  | 6   | +7  |
| 3   | Sergueï Plotnikov    | Russie     | 10 | 6 | 6  | 12  | 12  | +7  |
| 4   | Jori Lehterä         | Finlande   | 10 | 3 | 9  | 12  | 10  | +4  |
| 5   | Antoine Roussel      | France     | 8  | 6 | 5  | 11  | 16  | +6  |
| 6   | Joakim Lindström     | Suède      | 9  | 5 | 6  | 11  | 4   | +4  |
| 7   | Michel Miklík        | Slovaquie  | 7  | 4 | 7  | 11  | 0   | +5  |
| 8   | Aleksandr Ovetchkine | Russie     | 9  | 4 | 7  | 11  | 8   | +6  |
| 9   | Seth Jones           | États-Unis | 8  | 2 | 9  | 11  | 6   | +8  |
| 10  | Johnny Gaudreau      | États-Unis | 8  | 2 | 8  | 10  | 2   | +4  |

#### Meilleurs gardiens
| Clt | Joueur            | Équipe      | PJ | Min          | BC | Moy  | %Arr  | Bl |
| --- | ----------------- | ----------- | -- | ------------ | -- | ---- | ----- | -- |
| 1   | Sergueï Bobrovski | Russie      | 8  | 480 min      | 9  | 1,13 | 95,03 | 2  |
| 2   | Steffen Søberg    | Norvège     | 3  | 175 min 45 s | 6  | 2,05 | 94,83 | 0  |
| 3   | Kevin Lalande     | Biélorussie | 5  | 240 min 37 s | 5  | 1,25 | 93,75 | 0  |
| 4   | Anders Nilsson    | Suède       | 9  | 545 min 11 s | 14 | 1,54 | 93,75 | 2  |
| 5   | Ben Scrivens      | Canada      | 4  | 241 h 7      | 7  | 1,74 | 93,75 | 0  |
| 6   | Pekka Rinne       | Finlande    | 9  | 543 min 21 s | 17 | 1,88 | 92,83 | 3  |
| 7   | James Reimer      | Canada      | 4  | 245 min      | 9  | 2,20 | 91,09 | 0  |
| 8   | Daniel Bellissimo | Italie      | 7  | 398 min 2 s  | 23 | 3,47 | 90,34 | 0  |
| 9   | Cristobal Huet    | France      | 6  | 369 min 1 s  | 16 | 2,60 | 90,18 | 0  |
| 10  | Reto Berra        | Suisse      | 6  | 362 min 45 s | 16 | 2,65 | 90,18 | 0  |

## Division 1A
Elle se déroule à Goyang en Corée du Sud du 20 au 26 avril 2014.

### Matches
| 20 avril | Ukraine | 2-3 (pr) (1-2, 1-0, 0-0, 0-1) | Autriche | Patinoire de Goyang 2 371 spectateurs |

| Feuille de match      | Feuille de match | Feuille de match    | Feuille de match | Feuille de match                       |
| --------------------- | ---------------- | ------------------- | ---------------- | -------------------------------------- |
|                       |                  | 0-1 1-1 1-2 2-2 2-3 |                  | Arbitrage : Hribik Koch Kanazawa Pesek |
| Sergueï Gaïdoutchenko | Gardiens         | Bernhard Starkbaum  |                  | Arbitrage : Hribik Koch Kanazawa Pesek |
| 40 min                | Pénalités        | 8 min               |                  | Arbitrage : Hribik Koch Kanazawa Pesek |
| 24                    | Tirs             | 25                  |                  | Arbitrage : Hribik Koch Kanazawa Pesek |

| 20 avril | Japon | 2-1 (0-0, 0-1, 2-0) | Slovénie | Patinoire de Goyang 2 333 spectateurs |

| Feuille de match | Feuille de match                                                                             | Feuille de match | Feuille de match              | Feuille de match                             |
| ---------------- | -------------------------------------------------------------------------------------------- | ---------------- | ----------------------------- | -------------------------------------------- |
|                  | Obara (Takahashi, Yamashita) — 44 min 47 s Akimoto (Takahashi, Nishiwaki) — 53 min 13 s (SN) | 0-1 1-1 2-1      | Pavlin (Muršak) — 38 min 51 s | Arbitrage : Anissimov Leppaalho Buese Ritter |
| Yutaka Fukufuji  | Gardiens                                                                                     | Andrej Hočevar   |                               | Arbitrage : Anissimov Leppaalho Buese Ritter |
| 12 min           | Pénalités                                                                                    | 10 min           |                               | Arbitrage : Anissimov Leppaalho Buese Ritter |
| 15               | Tirs                                                                                         | 27               |                               | Arbitrage : Anissimov Leppaalho Buese Ritter |

| 20 avril | Corée du Sud | 4-7 (0-2, 1-3, 3-2) | Hongrie | Patinoire de Goyang 2 775 spectateurs |

| Feuille de match | Feuille de match | Feuille de match                            | Feuille de match | Feuille de match                         |
| ---------------- | ---------------- | ------------------------------------------- | ---------------- | ---------------------------------------- |
|                  |                  | 0-1 0-2 0-3 0-4 1-4 1-5 1-6 2-6 3-6 4-6 4-7 |                  | Arbitrage : Mullner Sylvain Kack Kaderli |
| Sungje Park      | Gardiens         | Zoltán Hetényi                              |                  | Arbitrage : Mullner Sylvain Kack Kaderli |
| 37 min           | Pénalités        | 14 min                                      |                  | Arbitrage : Mullner Sylvain Kack Kaderli |
| 28               | Tirs             | 34                                          |                  | Arbitrage : Mullner Sylvain Kack Kaderli |

| 21 avril | Autriche | 4-1 (0-1, 1-0, 3-0) | Japon | Patinoire de Goyang 1 616 spectateurs |

| Feuille de match   | Feuille de match | Feuille de match    | Feuille de match | Feuille de match                        |
| ------------------ | ---------------- | ------------------- | ---------------- | --------------------------------------- |
|                    |                  | 0-1 1-1 2-1 3-1 4-1 |                  | Arbitrage : Koch Leppaalho Chae Kaderli |
| Bernhard Starkbaum | Gardiens         | Yutaka Fukufuji     |                  | Arbitrage : Koch Leppaalho Chae Kaderli |
| 8 min              | Pénalités        | 28 min              |                  | Arbitrage : Koch Leppaalho Chae Kaderli |
| 39                 | Tirs             | 22                  |                  | Arbitrage : Koch Leppaalho Chae Kaderli |

| 21 avril | Hongrie | 0-3 (0-1, 0-2, 0-0) | Ukraine | Patinoire de Goyang 1 712 spectateurs |

| Feuille de match | Feuille de match | Feuille de match      | Feuille de match | Feuille de match                      |
| ---------------- | ---------------- | --------------------- | ---------------- | ------------------------------------- |
|                  |                  | 0-1 0-2 0-3           |                  | Arbitrage : Brill Hribik Buese Ritter |
| Zoltán Hetényi   | Gardiens         | Sergueï Gaïdoutchenko |                  | Arbitrage : Brill Hribik Buese Ritter |
| 20 min           | Pénalités        | 8 min                 |                  | Arbitrage : Brill Hribik Buese Ritter |
| 15               | Tirs             | 40                    |                  | Arbitrage : Brill Hribik Buese Ritter |

| 21 avril | Slovénie | 4-0 (0-0, 2-0, 2-0) | Corée du Sud | Patinoire de Goyang 2 347 spectateurs |

| Feuille de match | Feuille de match | Feuille de match | Feuille de match | Feuille de match                            |
| ---------------- | --- | ---------------- | ---------------- | ------------------------------------------- |
|                  | Urbas (Mušič, Robar) — 25 min 51 s (SN) Verlic (Leber, Urbas) — 26 min 47 s Mušič — 40 min 39 s Urbas — 59 min 6 s (IN + CV) | 1-0 2-0 3-0 4-0  |                  | Arbitrage : Anissimov Sylvain Kack Kanazawa |
| Luka Gračnar     | Gardiens | Hoseung Son      |                  | Arbitrage : Anissimov Sylvain Kack Kanazawa |
| 26 min           | Pénalités | 12 min           |                  | Arbitrage : Anissimov Sylvain Kack Kanazawa |
| 32               | Tirs | 32               |                  | Arbitrage : Anissimov Sylvain Kack Kanazawa |

| 23 avril | Slovénie | 2-0 (0-0, 2-0, 0-0) | Hongrie | Patinoire de Goyang 1 670 spectateurs |

| Feuille de match | Feuille de match                                                       | Feuille de match | Feuille de match | Feuille de match                           |
| ---------------- | ---------------------------------------------------------------------- | ---------------- | ---------------- | ------------------------------------------ |
|                  | Razingar (Štebih, Pavlin) — 21 min 47 s Kuralt (Gregorc) — 25 min 21 s | 1-0 2-0          |                  | Arbitrage : Hribik Leppaalho Kaderli Pesek |
| Luka Gračnar     | Gardiens                                                               | Zoltán Hetényi   |                  | Arbitrage : Hribik Leppaalho Kaderli Pesek |
| 10 min           | Pénalités                                                              | 3 min            |                  | Arbitrage : Hribik Leppaalho Kaderli Pesek |
| 33               | Tirs                                                                   | 31               |                  | Arbitrage : Hribik Leppaalho Kaderli Pesek |

| 23 avril | Ukraine | 2-3 (1-2, 0-0, 1-1) | Japon | Patinoire de Goyang 1 656 spectateurs |

| Feuille de match      | Feuille de match | Feuille de match    | Feuille de match | Feuille de match                   |
| --------------------- | ---------------- | ------------------- | ---------------- | ---------------------------------- |
|                       |                  | 0-1 1-1 1-2 2-2 2-3 |                  | Arbitrage : Koch Mullner Chae Kack |
| Sergueï Gaïdoutchenko | Gardiens         | Yutaka Fukufuji     |                  | Arbitrage : Koch Mullner Chae Kack |
| 8 min                 | Pénalités        | 20 min              |                  | Arbitrage : Koch Mullner Chae Kack |
| 26                    | Tirs             | 24                  |                  | Arbitrage : Koch Mullner Chae Kack |

| 23 avril | Autriche | 7-4 (5-4, 0-0, 2-0) | Corée du Sud | Patinoire de Goyang 2 647 spectateurs |

| Feuille de match   | Feuille de match | Feuille de match        | Feuille de match | Feuille de match                            |
| ------------------ | ---------------- | ----------------------- | ---------------- | ------------------------------------------- |
|                    |                  |                         |                  | Arbitrage : Anissimov Brill Kanazawa Ritter |
| Bernhard Starkbaum | Gardiens         | Hoseung Son Sungje Park |                  |                                             |
| 12 min             | Pénalités        | 22 min                  |                  |                                             |
| 37                 | Tirs             | 29                      |                  |                                             |

| 24 avril | Slovénie | 5-3 (2-0, 0-2, 3-1) | Ukraine | Patinoire de Goyang 1 698 spectateurs |

| Feuille de match | Feuille de match | Feuille de match                | Feuille de match | Feuille de match                          |
| ---------------- | --- | ------------------------------- | --- | ----------------------------------------- |
|                  | Stebih (Goličič, Kuralt) — 12 min 12 s Urbas (Pavlin, M. Rodman) — 18 min 9 s Mušič (Muršak, Pance) — 42 min 43 s Muršak (Mušič, Robar) — 46 min 30 s (SN) Goličič (Kuralt, Razingar) — 57 min 4 s | 1-0 2-0 2-1 2-2 2-3 3-3 4-3 5-3 | Mikhnov (Navarenko, Beloukhine) — 26 min 57 s (SN) Petroukhno (Materoukhine) — 38 min 57 s (SN) Beloukhine (Blagui) — 42 min 13 s (SN) | Arbitrage : Mullner Sylvain Chae Kanazawa |
| Luka Gračnar     | Gardiens | Sergueï Gaïdoutchenko           | | Arbitrage : Mullner Sylvain Chae Kanazawa |
| 8 min            | Pénalités | 16 min                          | | Arbitrage : Mullner Sylvain Chae Kanazawa |
| 38               | Tirs | 16                              | | Arbitrage : Mullner Sylvain Chae Kanazawa |

| 24 avril | Hongrie | 4-5 (pr) (0-0, 3-3, 1-1, 0-1) | Autriche | Patinoire de Goyang 1 720 spectateurs |

| Feuille de match | Feuille de match | Feuille de match   | Feuille de match | Feuille de match                      |
| ---------------- | ---------------- | ------------------ | ---------------- | ------------------------------------- |
|                  |                  |                    |                  | Arbitrage : Anissimov Koch Buese Kack |
| Zoltán Hetényi   | Gardiens         | Bernhard Starkbaum |                  |                                       |
| 4 min            | Pénalités        | 14 min             |                  |                                       |
| 38               | Tirs             | 26                 |                  |                                       |

| 24 avril | Japon | 4-2 (3-0, 1-0, 0-2) | Corée du Sud | Patinoire de Goyang 2 949 spectateurs |

| Feuille de match | Feuille de match | Feuille de match | Feuille de match | Feuille de match                       |
| ---------------- | ---------------- | ---------------- | ---------------- | -------------------------------------- |
|                  |                  |                  |                  | Arbitrage : Brill Hribik Kaderli Pesek |
| Yutaka Fukufuji  | Gardiens         | Sungje Park      |                  |                                        |
| 8 min            | Pénalités        | 12 min           |                  |                                        |
| 26               | Tirs             | 30               |                  |                                        |

| 26 avril | Hongrie | 5-4 (TB) (1-1, 2-2, 1-1, 0-0, 1-0) | Japon | Patinoire de Goyang |

| Feuille de match | Feuille de match | Feuille de match | Feuille de match | Feuille de match |
| ---------------- | ---------------- | ---------------- | ---------------- | ---------------- |
|                  |                  |                  |                  |                  |
|                  |                  |                  |                  |                  |
|                  |                  |                  |                  |                  |
|                  |                  |                  |                  |                  |

| 26 avril | Autriche | 1-3 (0-0, 1-1, 0-2) | Slovénie | Patinoire de Goyang 1 923 spectateurs |

| Feuille de match   | Feuille de match                        | Feuille de match | Feuille de match                                                                         | Feuille de match                            |
| ------------------ | --------------------------------------- | ---------------- | ---------------------------------------------------------------------------------------- | ------------------------------------------- |
|                    | Petrik (Bacher, Schiechl) — 35 min 20 s | 0-1 1-1 1-2 1-3  | Urbas — 33 min 44 s Urbas (Rodman, Podlipnik) — 48 min 49 s Stebih (Urbas) — 58 min 23 s | Arbitrage : Anissimov Leppaalho Kack Ritter |
| Bernhard Starkbaum | Gardiens                                | Luka Gračnar     |                                                                                          | Arbitrage : Anissimov Leppaalho Kack Ritter |
| 6 min              | Pénalités                               | 8 min            |                                                                                          | Arbitrage : Anissimov Leppaalho Kack Ritter |
| 20                 | Tirs                                    | 22               |                                                                                          | Arbitrage : Anissimov Leppaalho Kack Ritter |

| 26 avril | Corée du Sud | 2-8 (0-2, 0-3, 2-3) | Ukraine | Patinoire de Goyang |

| Feuille de match | Feuille de match | Feuille de match | Feuille de match | Feuille de match |
| ---------------- | ---------------- | ---------------- | ---------------- | ---------------- |
|                  |                  |                  |                  |                  |
|                  |                  |                  |                  |                  |
|                  |                  |                  |                  |                  |
|                  |                  |                  |                  |                  |

### Classement
| Clt   | Équipe       | PJ | V | VP | D | DP | BP | BC | Diff | Pts |
| ----- | ------------ | -- | - | -- | - | -- | -- | -- | ---- | --- |
| +001, | Slovénie     | 5  | 4 | 0  | 1 | 0  | 15 | 6  | +9   | 12  |
| +002, | Autriche     | 5  | 2 | 2  | 1 | 0  | 20 | 14 | +6   | 10  |
| +003, | Japon        | 5  | 3 | 0  | 1 | 1  | 14 | 14 | 0    | 10  |
| +004, | Ukraine      | 5  | 2 | 0  | 2 | 1  | 18 | 13 | +5   | 7   |
| +005, | Hongrie      | 5  | 1 | 1  | 2 | 1  | 16 | 18 | -2   | 6   |
| +006, | Corée du Sud | 5  | 0 | 0  | 5 | 0  | 12 | 30 | -18  | 0   |

- Accession en division élite
- Relégué en division 1B

### Récompenses
- Meilleurs joueurs par le directoire du tournoi[4],[5] :
  - Meilleur gardien : Yutaka Fukufuji (Japon)
  - Meilleur défenseur : Dominique Heinrich (Autriche)
  - Meilleur attaquant : Jan Muršak (Slovénie)
  - Meilleur pointeur : Thomas Koch (Autriche), 10 points (10 aides)

- Meilleur joueur pour les médias : Luka Gračnar (Slovénie).
- Équipe type des médias : 
  - Gardien : Luka Gračnar (Slovénie)
  - Défenseur : Dominique Heinrich (Autriche)
  - Défenseur : Márton Vas (Hongrie)
  - Attaquant : Brian Lebler (Autriche)
  - Attaquant : Thomas Koch (Autriche)
  - Attaquant : Jan Urbas (Slovénie)

## Division 1B
Elle se déroule à Vilnius en Lituanie du 20 au 26 avril 2014.
| Clt   | Équipe          | PJ | V | VP | D | DP | BP | BC | Diff | Pts |
| ----- | --------------- | -- | - | -- | - | -- | -- | -- | ---- | --- |
| +001, | Pologne         | 5  | 4 | 0  | 1 | 0  | 21 | 8  | +13  | 12  |
| +002, | Croatie         | 5  | 3 | 1  | 1 | 0  | 16 | 9  | +7   | 11  |
| +003, | Lituanie        | 5  | 3 | 0  | 2 | 0  | 15 | 9  | +6   | 9   |
| +004, | Grande-Bretagne | 5  | 3 | 0  | 2 | 0  | 13 | 12 | +1   | 9   |
| +005, | Pays-Bas        | 5  | 1 | 0  | 4 | 0  | 13 | 18 | -5   | 3   |
| +006, | Roumanie        | 5  | 0 | 0  | 4 | 1  | 7  | 29 | -22  | 1   |

- Accession en division 1A
- Relégué en division 2A

- Meilleurs joueurs[6],[7] :
  - Meilleur gardien : Przemysław Obrodny (Pologne)
  - Meilleur défenseur : Alan Letang (Croatie)
  - Meilleur attaquant : Dainius Zubrus (Lituanie)
  - Meilleurs pointeurs : Dainius Zubrus (Lituanie), 9 points (2 buts et 7 aides)

## Division 2A
Elle se déroule à Belgrade en Serbie du 9 au 15 avril 2014.
| Clt   | Équipe    | PJ | V | VP | D | DP | BP | BC | Diff | Pts |
| ----- | --------- | -- | - | -- | - | -- | -- | -- | ---- | --- |
| +001, | Estonie   | 5  | 5 | 0  | 0 | 0  | 36 | 8  | +28  | 15  |
| +002, | Islande   | 5  | 1 | 3  | 1 | 0  | 18 | 15 | +3   | 9   |
| +003, | Serbie    | 5  | 2 | 0  | 2 | 1  | 19 | 23 | -4   | 7   |
| +004, | Australie | 5  | 1 | 0  | 2 | 2  | 13 | 14 | -1   | 5   |
| +005, | Belgique  | 5  | 1 | 1  | 3 | 0  | 17 | 25 | -8   | 5   |
| +006, | Israël    | 5  | 0 | 1  | 2 | 2  | 19 | 37 | -18  | 4   |

- Accession en division 1B
- Relégué en division 2B

## Division 2B
Elle se déroule à Jaca en Espagne du 5 au 11 avril 2014.
| Clt   | Équipe           | PJ | V | VP | D | DP | BP | BC | Diff | Pts |
| ----- | ---------------- | -- | - | -- | - | -- | -- | -- | ---- | --- |
| +001, | Espagne          | 5  | 5 | 0  | 0 | 0  | 29 | 5  | +24  | 15  |
| +002, | Mexique          | 5  | 4 | 0  | 1 | 0  | 23 | 11 | +12  | 12  |
| +003, | Nouvelle-Zélande | 5  | 2 | 1  | 2 | 0  | 15 | 18 | -3   | 8   |
| +004, | Chine            | 5  | 1 | 0  | 3 | 1  | 14 | 21 | -7   | 4   |
| +005, | Afrique du Sud   | 5  | 1 | 0  | 4 | 0  | 8  | 19 | -11  | 3   |
| +006, | Turquie          | 5  | 1 | 0  | 4 | 0  | 17 | 27 | -15  | 3   |

- Accession en division 2A
- Relégué en division 3

## Division 3
Elle se déroule à Luxembourg du 6 au 12 avril 2014.
| Clt   | Équipe              | PJ | V | VP | D | DP | BP | BC | Diff | Pts |
| ----- | ------------------- | -- | - | -- | - | -- | -- | -- | ---- | --- |
| +001, | Bulgarie            | 5  | 5 | 0  | 0 | 0  | 48 | 13 | +35  | 15  |
| +002, | Corée du Nord       | 5  | 4 | 0  | 1 | 0  | 54 | 11 | +43  | 12  |
| +003, | Luxembourg          | 5  | 3 | 0  | 2 | 0  | 43 | 16 | +27  | 9   |
| +004, | Hong Kong           | 5  | 1 | 1  | 3 | 0  | 17 | 27 | -10  | 5   |
| +005, | Émirats arabes unis | 5  | 1 | 0  | 3 | 1  | 14 | 34 | -20  | 4   |
| +006, | Géorgie             | 5  | 0 | 0  | 5 | 0  | 3  | 78 | -75  | 0   |

- Accession en division 2B